# 森久保祥太郎
森久保 祥太郎（もりくぼ しょうたろう、1974年2月25日 - ）は、日本の声優、俳優、歌手、ナレーター。東京都八王子市川口町出身。アドナインス代表取締役。
代表作に『メジャー』（茂野吾郎）、『NARUTO -ナルト- 疾風伝』（奈良シカマル）、『弱虫ペダル』（巻島裕介）などがある。

## 来歴
小学生のころは、皆で外で元気に遊んでいた。しかし、自分で「今日は一人で遊ぶ日」も作っており、物心ついたころから持っていた「ペッタブロック」で、ロボットや戦艦を作り遊んでいた。そのため、プラモデルや超合金の玩具には興味がなく、結構、一人で遊ぶのが好きだったという。
小学2年生のときに隣に住んでいた英語演劇の先生である中年女性から「近くに住んでいるお兄さんお姉さんも来るから遊びにおいで」と誘われて、習い事感覚で英語演劇を始める。その習い事は演劇を通して英語に慣れ親しむことが目的だったが、英語よりも芝居の楽しさに目覚めてしまい、それ以来、芝居を続けていたという。
小学校時代のころのC-C-Bに憧れ、C-C-Bのように髪を染めて「きれいに立つような髪型にしたいなあ」と夢見ていたという。小学3年生のときに、通っていた体操教室を辞めたところ太ってしまい、友人に「コロコロ太った短足祥ちゃん」と呼ばれていたという。点数がいいと教師がすごく褒めてくれたため、全ての科目をまんべんなく頑張っていた。しかし体育と音楽がダメであったという。
父の出身地の福島県にいた父方の家族が楽器を演奏しており、祖父は太鼓、祖母は琴、父もギターやトランペットを演奏していた。小学2年生のとき、掛け算を覚えるのに、父から「YMOの『ライディーン』に合わせて踊って覚えろ」と言われた。それが楽しく「音楽にのる」というのを初体験していたような気がしていたという。そんな父方の家族を見て育ったため、「子どものころから人前でなにかするっていいなあ」と思い、中学時代からバンドを始める。中学時代は軟式テニス部の部長を務めた。
高校3年生になるころに、「将来何になろう」と考えていたときに漠然と「芝居か音楽がいいな」と二択で悩んでいた時期があったという。音楽をしていた大学生の先輩とも付き合いがあり、身近な先輩がバンドでメジャーデビューをしていた。先輩たちが音楽を仕事にしていたことを見て「大変そうだな」、「音楽は好きだけど仕事にするとやりたくないこともやんなきゃいけないのかな」と思っていたという。自己分析をして、自身の強み、弱みをあらゆる角度から分析した上で、音楽よりもお芝居のほうが評価を得てきたこと、のめり込んでしていた自分に気付き、「だったら音楽は一生遊びでやっていけばいいや。じいさんになっても、友達集めて楽しくやれればいいや」、「音楽は好きだけど自信はないから、趣味として一生やっていこう」と考えるに至っていたという。
しかし役者で食べていける自信があったわけでもなかったという。それまでの人生で何が一番楽しかったか、辛いことがあっても何を一番頑張ったかをしっかり分析し、「そこから役者をやろう、25歳まで全力で目指して、それでダメなら別の道に行こう」と役者の道に進む覚悟が決り、大学に通いながら役者を志す。そのころに影響を受けた役者は西村雅彦。
1992年、日本大学第三高等学校卒業、多摩美術大学映像制作コース中退。
本格的に声優を始める前はタレント事務所に所属し、小学生のころに在籍していたラボ・パーティの先輩の三島ゆたかと劇団「おにぎりスキッパーズ」を18歳のときに立ち上げ、音楽活動は一旦休止する。タレント事務所に所属していたそのころは『タモリのボキャブラ天国』や『驚きももの木20世紀』の再現映像に出演して青山霊園をパンツ一丁で走ったり裸の女性とボートに乗ったり、Vシネマや自動車教習所のビデオなどにも出演していた。おにぎりスキッパーズの舞台がきっかけで「セリフのデモテープを録らないかって言ってるんだけどやる？」と話を持ち掛けられた。そのときは「役者で食うぞ！」という気持ちはあり、声優の経験はなかったが「とりあえずやってみよう」と思い、アニメ用のデモテープを自宅で音楽用の録音機材で録音して声優事務所の人物に渡していたところ気に入ってもらい、ラジオCMやテレビCMのナレーションに出演。偶々オーディションを受け、『爆走兄弟レッツ&ゴー!!』のミニ四ファイター役で1996年に声優デビュー。同作は1年で最終話を迎えるはずであったが、予想を超えた人気から長期作品になった。声優養成所は経ておらず自らの声にコンプレックスがあったが、この仕事で生活できると感じたことや、後に所属することになる声優事務所の社長に「うちで、本格的に声優やらない？」と言われて、役者時代世話になった事務所から声優事務所に移籍。以後、アニメ、ゲーム、ラジオパーソナリティ、音楽活動、舞台などさまざまな分野で活動している。
シグマ・セブン在籍後、アーツビジョン系列事務所「ヴィムス」に移籍。
1998年、声優の石川英郎と共に「あんず」（森久保が唯一食べられた果物に由来）というユニット名で音楽活動を始める。1999年、バンドメンバーを加えバンド「AN's ALL STARS」を結成。同年8月、別のバンド「Mosquito Milk」を結成。
2001年、カプコンセルピュータレーベルよりソロデビュー。2008年、Lantisより再デビュー。毎年末に開催される「Original Entertainment Paradise“おれパラ”」ではホストの一人としてライブを披露している。2010年、ソロプロジェクトとして「Buzzy→Bee（バジービー）」結成。
2007年2月に同じく声優の浅川悠と結婚したが、2年後の2009年1月に離婚。その後、2014年7月に一般女性と再婚したことが発表された。
2015年1月、ベイエフエム長寿番組『KEIYOGINKO POWER COUNTDOWN JAPAN HOT 30』の2代目DJとして就任。
2016年、第10回声優アワードで富山敬賞を受賞。
2018年8月31日、ヴィムスを退所。同年9月1日、株式会社アドナインスを設立し、その代表取締役として就任している。
2020年、第14回声優アワードでパーソナリティ賞を受賞。

## 人物・活動
『爆走兄弟レッツ&ゴー!!』のミニ四ファイター役でのアフレコの際、当時声優として未経験だったためペーパーノイズを起こした。第1話の台本は1ページ目から4ページぶち抜きの長台詞だったため（本編開始直後から40秒ほどミニ四ファイターによるミニ四駆についての解説が続く）、音響監督には「こんなに喋る役だとわかっていたらお前には絶対やらせなかった」と言われた。経験がないため、戸惑うことだらけで「なんでアニメの口パクに合わせなきゃいけないんだ」と思ったりもしていたという。「はじめは口パクに合わせなくていいならもっと良い芝居できるのに」と違和感を持っており、「向いていない世界に来ちゃった」と思っていたという。当時は下手すぎて冷や汗と恥しかかかない毎日を過ごしており、「アニメはシリーズが終われば終わりだし、こんな下手くそは二度と使われないだろう」と思いながら演じてたが、「同じ演じるのになんでこんなに違うんだろう」ということだけは「どうしても知りたいな」と思いながら続けていたという。
そんな毎日を1年ぐらい過ごしていたところ、単発のドラマCDの現場で、「この声、すっごい聞いたことある！誰かな？」と思っていたところ、『タイムボカンシリーズ』の『ヤッターマン』で、ボヤッキーを演じていた八奈見乗児だったという。子供のころから慣れ親しんでいた声だったため、「ああ、ボヤッキーだ！」と思いながら共演していたという。その時の八奈見は、60歳ぐらいだったが、楽しそうにスタジオで演技をしており、その姿を見たときに、「声優っていくつになってもあんな風に楽しそうにできる仕事だ」と気付いたという。そのとき、「僕は心を入れ替えよう！絶対にこの仕事を絶対モノにしよう！」と決めて、もっと積極的に先輩に聞くようになり、台本のチェックの仕方も全部聞いていたという。レンタルビデオ屋で、少し上の先輩たちが主役を演じていたアニメを借りて見たこともいっぱいあり、先輩たちの演技を盗み見て、「ああこうやって叫ぶんだ」と勉強していたという。
声優を続けた理由は好奇心が強く「興味があったらできなくてもやる」と言っており、「おもしろそうなことで食べていきたい」という思いはあり、後から努力しているという。基本的に仕事を断わらず、スケジュールが合わないとき以外は、どんな仕事も受けるという。森久保にとって何が次のステップになるかわからないことから、「とりあえずやってみよう」と思うという。
声優としての仕事以外にも、ラジオパーソナリティとしてベイエフエムのDJなど、ラジオの仕事も多くこなしている。
先輩の声優がベイエフエムでDJをしており、偶々CMナレーションの仕事でベイエフエムに行っていたところ、生放送を終えた先輩が出てきて「この子、バンドやってて音楽にも詳しいんです」とディレクターを紹介してくれたという。後日、ディレクターから電話がかかってきて「DJやってみたい？」と聞かれ、経験はなかったがおもしろそうだなと思い、「やってみたいです」と答えデモテープを録音して深夜の生番組を持つことになったという。声優と同じで当初はラジオもまったく興味がなく、元々ラジオ少年でもなかったため「DJってカッコイイな、好きな音楽かけてしゃべればいいんだろうな」という感じだったという。軽い気持ちで始めたところ1人で4時間もしゃべらなくてはならなくて大変で時間の読み方もわからないため、エンディングが余ってたりもしていたという。移動のたびに、各局の色々なDJのラジオを聞いて勉強していたという。色々手を変え品を変えつつして自分なりに台本を書いたりもしていたが、「それじゃあフリートークじゃない！」とディレクターに言われうまくいかず、「もうDJは向いてないからクビになってもいいや」と気持ちもどこかにあったという。ある日、ゲストのことを事前に勉強できなかったが、その日のゲストとの会話が初めてディレクターに「逆にすごく自然で良かった」と褒められたとことで、少し自信を持てDJとしての基本的な心構えも発見でき、少しずつラジオが好きになったという。
2011年3月11日、東日本大震災の当日は夕方に『BAYLINE GO!GO!』の生放送が予定されており、幕張新都心にあるベイエフエムに到着した直後に激しい揺れに見舞われる。入居するビルから屋外へ一旦避難するもスタジオへ戻り、終夜にわたって地震についての情報を伝え続けた。翌日には舞台への出演も予定されていたものの、居合わせていた喋り手のうち、男性は自分自身だけだったため残ることを決心したことを、震災から11年後の2022年にTwitter（現・X）で回想している。なお、終夜放送では自身の名前を名乗ることはなかったものの、リスナーから森久保らを気遣うメールが届いたときに涙が出たことも振り返っている。その後、『BAYLINE GO!GO!』の金曜日では森久保の父の出身地、福島県いわき市にあるFMいわきと連携した放送を続け、森久保本人も年に一度はいわき市を訪れている。
古巣の劇団である「おにぎりスキッパーズ」は一度は解散したが、「おにぎりスキッパーズ2」として再結成し、現在の公演ペースは年2回程度。
歌手活動においては、ほとんどの曲の作詞作曲を手掛けている。趣味はバイクツーリング、楽器演奏（ドラム・ギター）、料理など。駆け出しのころはガソリンスタンド（出光興産）で6年ほどアルバイトをしており、そこで発声の基礎を固めた。それ以外にもコンビニ、床剥ぎする解体のアルバイトもしていた。あとはプロパンガス屋でも働いていたという。
妹がいる。

### 交友関係
新人のころは若い人物が現場におらず、周囲は先輩ばかりだったが誰も「下手くそ」とは言わず「お前も飲み来い！」と誘ってくれたという。特にお世話になって印象的であった先輩に渕崎ゆり子と三木眞一郎の二人を挙げており、さまざまなことを教わったという。また、三木とはよく一緒にお酒を飲む仲であり親交が深い。
渕崎は当時同じ事務所で森久保のデビュー作の『爆走兄弟レッツ&ゴー!!』の主人公の一人を演じていた。そのころ、初めに所属していた事務所は数年間新人をとっていなかったため、渕崎にとって初めてできた後輩で凄く可愛がってもらったという。挨拶の仕方、飲み会のマナーなど全てを教わり、色々な人物を紹介してくれたり飲みに連れて行ってもらった帰りには「ちゃんと帰れる？」と聞いてくれたり、もらったギャラを「ちゃんと帳簿に付けなさい」と言ってくれたり面倒を見てくれていたという。ある日、渕崎と久しぶりに仕事を一緒にして昼食を食べに行っていたときに「先輩、今までたくさんご馳走になったんで、今日くらいご馳走させてください」と言っていたところ「あなたが先輩になったら、後輩にご馳走してあげなさい」と断られたという。
三木からは芝居のアドバイスを多数教えてもらった。家の方向も全然違うが、最後の店まで三木にくっついて行って飲んでいたという。
先輩から色々お世話になっていた分は「全部後輩に渡そう」と思っていたという。かつて所属していたヴィムスは、当初所属声優が森久保しかいなかったが、2010年ごろから新人の声優が所属するようになり後輩ができたという。その後輩たちにはきっちり教えており、それが先輩への恩返しだと思っているという。
24 - 5歳ぐらいで『魔術士オーフェン』で主役を演じていたときに、大先輩の玉川砂記子が途中で合流し共演することになった。そのころは3つくらい主役がポンポンと決まっていた時期であり、NGも出さず収録もスムーズにいき「成長した自分を見せられたかなぁ」と思っていたという。しかし「あのさ、芝居つまんないね」とダメ出しをされ、「えっ？」と思い聞き直していたところ「NG出さないように芝居してない？NGが出ないのは、いいことじゃないんだよ」「みんなを主役として引っ張っていかなきゃいけないんだから、今からそんな芝居してちゃダメ」「もっと尖った芝居をすれば、ディレクターがもうちょい右、もうちょい左って演出してくれるんだから」「今はまあいっか、でOKもらってるだけだよ」と言われたという。そのため芽生えた自信が「ああ、そういうことですか…」とすべて崩れ落ちていたという。当時は、アニメのラジオ番組が開始し、雑誌のグラビアに掲載して、「先輩たちがやってきたことを俺もやれるようになった」と思い始めていたため、「いいときにきゅと締めていただけた」と思っていたという。その後は「NGを出さないから良い芝居ができた」とは思うことなく、玉川の言葉を肝に銘じるようになったという。
同じく『魔術士オーフェン』で共演した飯塚雅弓とは同作のラジオ番組で共にパーソナリティも担当した。森久保はパーソナリティを務めるのが初めてだったことから飯塚に引っ張ってもらったといい、「まーちゃんが泳がしてくれて、俺が一生懸命ついて行くって感じで。俺はタジタジだった」と2024年に配信された『声優と夜あそび ウォーカーズ』で当時を振り返り、関係性について「俺にとっても、他の女性キャストさんとはやっぱちょっと違う。妹って感じでもないしたとえようのない親近感があった」と語っている。飯塚は当時「なんでもできないといけない」と気を張っていた中でフランクに接してくれた森久保の存在が大きかったという。
伊藤健太郎とはお互い親友と呼び合っている。伊藤が主宰する劇団K-Showの舞台音楽は旗揚げ当時から森久保が担当している。
元乃木坂46のメンバー衛藤美彩を気に入っており、2016年2月12日放送の『金つぶ』ではパーソナリティーの小島嵩弘がインフルエンザを発症したため、前番組の『The BAY☆LINE』に続いて衛藤と共演を果たした。

## 出演
太字はメインキャラクター。

### テレビアニメ
1996年
- 機動新世紀ガンダムX（ウイリス・アラミス）
- VS騎士ラムネ&40炎（ミト・ナット、ボルト、少年）
- 爆走兄弟レッツ&ゴー!!（1996年 - 1998年、ミニ四ファイター / 覆面ファイター、ヴァイオレット・ナス、ヨハンソン、トオル 他） - 3シリーズ

1997年
- はいぱーぽりす（コバタネン）
- マッハGoGoGo（カナン）

1998年
- 金田一少年の事件簿（1998年 - 2016年、棟方ケン、四至本貞治、蝉沢忍） - 2シリーズ
- 時空転抄ナスカ（アタワルパ）
- 聖ルミナス女学院（風見祥太郎）
- 超速スピナー（1998年 - 1999年、堂本瞬一）
- DTエイトロン（ナインツの父）
- Night Walker -真夜中の探偵-（ブリード）
- 魔術士オーフェン（1998年 - 2000年、オーフェン） - 2シリーズ
- ロードス島戦記-英雄騎士伝-（セシル）

1999年
- エクセル・サーガ（岩田紀國）
- 神風怪盗ジャンヌ（彼方木神楽、山際順次）
- 時空探偵ゲンシクン（ファーブル）
- ジバクくん（雹）
- 天使になるもんっ!（ラファエル、冬雪）
- 爆球連発!!スーパービーダマン（マスター攻略王）
- Bビーダマン爆外伝V（ペルセウスボン）
- 劇場版ポケットモンスター ミュウツーの逆襲 完全版（ミュウツー〈幼体〉）

2000年
- うちゅう人 田中太郎（先生）
- 真・女神転生デビチル（2000年 - 2001年、甲斐セツナ、ドッペルゲンガー・セツナ）
- ゾイド -ZOIDS-（レース実況）
- ちびまる子ちゃん（男の子）
- ドッとKONIちゃん（HIGH）
- とっとこハム太郎（アンドレ星垣）
- モンキーマジック（孫悟空）

2001年
- RAVE（ハムリオ・ムジカ）
- サイボーグ009 THE CYBORG SOLDIER（2001年 - 2002年、002 / ジェット・リンク）
- ジャングルはいつもハレのちグゥ（ロバート）
- 新白雪姫伝説プリーティア（豪）
- 地球防衛家族（ホシ）
- テニスの王子様（2001年 - 2024年、切原赤也） - 4シリーズ
- バビル2世（レオン）
- パラッパラッパー（ジョナサン）
- RUN=DIM（本田仁）

2002年
- キャプテン翼（第3作）（葵新伍）
- 激闘!クラッシュギアTURBO（アルベルト・シュバイガー）
- GetBackers-奪還屋-（天野銀次）
- デュエル・マスターズ（2002年 - 2010年、デュエルジャッカー・ショー、子どもC） - 5シリーズ
- 天使な小生意気（岳山隆雄）
- 東京アンダーグラウンド（華秦）
- NARUTO -ナルト-（2002年 - 2007年、奈良シカマル）

2003年
- 一騎当千（左慈、王双）
- コロッケ!（パル）
- 金色のガッシュベル!!（春彦）
- PAPUWA（沖田ソージ、テヅカくん、ウミギシくん）
- ブラック・ジャック2時間スペシャル 〜命をめぐる4つの奇跡〜（アクド）
- 魔探偵ロキ RAGNAROK（鳴神〈トール〉）

2004年
- クレヨンしんちゃん（2004年 - 2018年、小児科の先生、妹矢保手人）
- サムライガン（市松）
- サムライチャンプルー（半吉）
- 忘却の旋律（ホル）
- ポストペットモモ便（モモ）
- 名探偵コナン（2004年 - 2016年、世古国繁、児島乾史、喜多村雄一、蟹山銀二、鴻江保人）

2005年
- ブラック・ジャック（コジロウ）
- ぺとぺとさん（前田言海）
- メジャー（2005年 - 2010年、茂野吾郎） - 6シリーズ

2006年
- おろしたてミュージカル 練馬大根ブラザーズ（イチロー）
- 地獄少女 二籠（須崎幹夫）
- ヤマトナデシコ七変化♥（高野恭平）

2007年
- 彩雲国物語（陸清雅）
- スカルマン（サークス01）
- 素敵探偵ラビリンス（信濃紫炎）
- D.Gray-man（ジャスデロ）
- NARUTO -ナルト- 疾風伝（2007年 - 2017年、奈良シカマル）
- ハヤテのごとく!（ファイター）

2008年
- あまつき（露草）

2009年
- アスラクライン（佐伯玲士郎） - 2シリーズ
- 11eyes（田島賢久）

2010年
- 忍たま乱太郎（2010年 - 2025年、雑渡昆奈門〈2代目〉）
- 薄桜鬼（2010年 - 2016年、沖田総司） - 4シリーズ
- バクマン。（2010年 - 2011年、KOOGY / 間界野昂次） - 2シリーズ
- BLEACH（天鎖斬月）

2011年
- カードファイト!! ヴァンガード（2011年 - 2020年、三和タイシ） - 11シリーズ
- ぬらりひょんの孫 千年魔京（花開院秋房）
- Persona4 the ANIMATION（2011年 - 2014年、花村陽介、ナレーション） - 2シリーズ

2012年
- それいけ!アンパンマン（おりがみまん〈6代目〉）
- 男子高校生の日常（松本たかひろ）
- エリアの騎士（後藤五郎〈GG〉）
- 超訳百人一首 うた恋い。（陽成院〈貞明〉）
- NARUTO -ナルト- SD ロック・リーの青春フルパワー忍伝（奈良シカマル）
- マギ The labyrinth of magic（シャルルカン）

2013年
- うたの☆プリンスさまっ♪ マジLOVEシリーズ（2013年 - 2022年、寿嶺二） - 3シリーズ + スペシャル1作品
- サムライフラメンコ（青島蒼一）
- たまごっち! みらくるフレンズ（ツアコンっち）
- プリティーリズム・レインボーライブ（DJ.Coo〈黒川冷〉）
- みにヴぁん（2013年 - 2016年、三和タイシ） - 2シリーズ
- メガネブ!（鉢嶺信司）
- 弱虫ペダル（2013年 - 2023年、巻島裕介） - 5シリーズ

2014年
- ウィザード・バリスターズ 弁魔士セシル（清水レイ、清水ツクジ）
- 怪盗ジョーカー（2014年 - 2016年、甲賀百鬼丸）
- 神撃のバハムート GENESIS（ハンサ）
- 人生相談テレビアニメーション「人生」（浅野浩太）
- 大図書館の羊飼い（高峰一景）
- 幕末Rock（桂小五郎）
- モモキュンソード（猿神）
- LOVE STAGE!!（竜崎虎次郎）
- ONE PIECE（2014年 - 2023年、バルトロメオ）

2015年
- 神様はじめました◎（大国主）
- Classroom☆Crisis（瀬良カイト）
- スタミュ（2015年 - 2019年、暁鏡司） - 3シリーズ
- ダイヤのA シリーズ（2015年 - 2020年、梅宮聖一） - 2シリーズ
- DIABOLIK LOVERS MORE,BLOOD（月浪シン）
- 美男高校地球防衛部LOVE!（2015年 - 2016年、城崎コウ） - 2シリーズ
- ミス・モノクローム -The Animation- 3（DJカラフル）
- ONE PIECE エピソードオブサボ 〜3兄弟の絆 奇跡の再会と受け継がれる意志〜（バルトロメオ）

2016年
- 境界のRINNE（空手部員）
- 斉木楠雄のΨ難（2016年 - 2018年、蝶野雨緑） - 2シリーズ
- 坂本ですが?（瀬良裕也）
- ジョジョの奇妙な冒険 ダイヤモンドは砕けない（音石明 / レッド・ホット・チリ・ペッパー）
- タイムトラベル少女〜マリ・ワカと8人の科学者たち〜（マイケル・ファラデー）
- ハイキュー!! セカンドシーズン（中島勇）
- 初恋モンスター（金子十六）
- B-PROJECT シリーズ（2016年 - 2023年、王茶利暉） - 3シリーズ

2017年
- ハンドシェイカー（マキハラ / 槇原長政）
- タイムボカン24（ガリレオ・ガリレイ）
- ちるらん にぶんの壱（山南敬助）
- チェインクロニクル 〜ヘクセイタスの閃〜（メルティオール）
- エルドライブ【ēlDLIVE】（アーウィン）
- BORUTO-ボルト- NARUTO NEXT GENERATIONS（2017年 - 、奈良シカマル）
- 神撃のバハムート VIRGIN SOUL（ハンサ）
- デジモンユニバース アプリモンスターズ（オカルトハンターJ）
- 潔癖男子!青山くん（尾崎篤夢）
- 戦刻ナイトブラッド（真田信之）
- DYNAMIC CHORD（城坂依都）
- ラブ米 -WE LOVE RICE- 二期作（ショウ / ノンカーボ）
- Code:Realize 〜創世の姫君〜（インピー・バービケーン）
- プリプリちぃちゃん!!（ダンさん）

2018年
- 覇穹 封神演義（清虚道徳真君）
- ポプテピピック（2018年 - 2021年、ポプ子〈第7話Bパート / リミックス版第4話Bパート〉）
- ダメプリ ANIME CARAVAN（総帥）
- 魔法少女 俺（矢茂小波）
- メジャーセカンド（2018年 - 2020年、茂野吾郎） - 2シリーズ
- 奴隷区 The Animation（立川シンノスケ）
- ラストピリオド -終わりなき螺旋の物語-（遊木真）

2019年
- W'z《ウィズ》（マキハラ / 槇原長政、ナレーション）
- えんどろ〜!（司会者）
- なむあみだ仏っ!-蓮台 UTENA-（釈迦如来）
- KING OF PRISM -Shiny Seven Stars-（黒川冷）
- あんさんぶるスターズ!（遊木真）
- 魔王様、リトライ!（霧雨零）
- 鬼滅の刃（兄蜘蛛）
- ブンボーグ009（ブンボーグ006）
- Dr.STONE（2019年 - 2023年、シャミール・ヴォルコフ） - 2シリーズ
- ポチっと発明 ピカちんキット（2019年 - 2020年、近藤バッジ）
- ブラッククローバー（2019年 - 2020年、悪魔）

2020年
- 魔術士オーフェンはぐれ旅（2020年 - 2023年、オーフェン / キリランシェロ、ナレーション） - 4シリーズ
- 22/7（麗華の父）
- 神達に拾われた男（ゼフ）
- せいぜいがんばれ!魔法少女くるみ（2020年 - 2021年、パイレイト、カラクリ）

2021年
- アイ★チュウ（枢木皐月）
- WAVE!!〜サーフィンやっぺ!!〜（森ウィリアム聡一郎） - 2020年に3部作として劇場上映
- 赤ちゃん本部長（天野課長）
- 東京リベンジャーズ（2021年 - 2023年、稀咲鉄太） - 3シリーズ
- セスタス -The Roman Fighter-（フェリックス）
- ワールドトリガー（里見一馬）

2022年
- リアデイルの大地にて（コイローグ）
- シャドウバースF（2022年 - 2024年、ジェントルマン）
- 社畜さんは幼女幽霊に癒されたい。（今週の「可愛い。」担当）
- シュート!Goal to the Future（田仲俊彦）
- 永久少年 Eternal Boys（爽田佐和緒）

2023年
- 逃走中 グレートミッション（2023年 - 2025年、トムラ颯也）
- Fate/strange Fake（2023年 - 2025年、キャスター） - 2シリーズ
- 聖者無双〜サラリーマン、異世界で生き残るために歩む道〜（豪運先生）
- 16bitセンセーション ANOTHER LAYER（市ヶ谷東洋〈イチガヤ〉）
- 七つの大罪 黙示録の四騎士（2023年 - 2024年、モートラック） - 2シリーズ

2024年
- 異修羅（夕暉の翼レグネジィ）
- ひみつのアイプリ（2024年 - 2025年、MCアイムゥ） - 2シリーズ
- ドラゴンボールDAIMA（2024年 - 2025年、キング・ゴマー）
- アクロトリップ（大溝芭隆）
- 妖怪学校の先生はじめました!（2024年 - 2025年、烏丸蘭丸、従者A）

2025年
- 日本へようこそエルフさん。（スヴェン）
- 転生したら第七王子だったので、気ままに魔術を極めます（ジリエル）

### 劇場アニメ
1990年代
- 爆走兄弟レッツ&ゴー!!WGP 暴走ミニ四駆大追跡!（1997年、ミニ四ファイター）
- スプリガン（1998年、御神苗優）

2000年代
- 劇場版 NARUTO -ナルト-シリーズ（2004年 - 2015年、奈良シカマル） - 11作品
- 劇場版 テニスの王子様シリーズ（2005年 - 2011年、切原赤也） - 2作品
- 劇場版デュエル・マスターズシリーズ（2005年 - 2009年、デュエルジャッカー・ショー） - 2作品
- 劇場版MAJOR メジャー 友情の一球（2008年、茂野吾郎〈青年期〉）

2010年代
- 鬼神伝（2011年、渡辺綱）
- 劇場版アニメ 忍たま乱太郎 忍術学園 全員出動!の段（2011年、雑渡昆奈門）
- 劇場版 FAIRY TAIL 鳳凰の巫女（2012年、ディスト）
- AURA 〜魔竜院光牙最後の闘い〜（2013年、久米）
- 劇場版 薄桜鬼（2013年、沖田総司）
- 劇場版 カードファイト!! ヴァンガード ネオンメサイア（2014年、三和タイシ）
- 劇場版 弱虫ペダル（2015年、巻島裕介）
- KING OF PRISMシリーズ（2016年 - 2025年、黒川冷） - 3作品
- 映画 ふうせんいぬティニー なんだかふしぎなきょうりゅうのくに!（2017年、社長）
- 劇場版 マジンガーZ / INFINITY（2018年、兜甲児）
- 劇場版 うたの☆プリンスさまっ♪ マジLOVEキングダム（2019年、寿嶺二）
- ONE PIECE STAMPEDE（2019年、バルトロメオ）

2020年代
- リクはよわくない（2021年、マルちゃん）
- あんさんぶるスターズ!!-Road to Show!!-（2022年、遊木真）
- ONE PIECE FILM RED（2022年、バルトロメオ）
- 永久少年 Eternal Boys NEXT STAGE（2023年、爽田佐和緒）
- 劇場版 忍たま乱太郎 ドクタケ忍者隊最強の軍師（2024年、雑渡昆奈門）

### OVA
1996年
- 銀河英雄伝説
- 湘南純愛組!5 ラストシグナル（津元克幸）

1998年
- 青の6号（ベルグ）
- 銀河英雄伝説外伝 朝の夢、夜の歌（幼年学校生徒）

1999年
- 快刀乱麻 THE ANIMATION（楯岡新十郎）
- 菜々子解体診書（灰土）

2001年
- 怪童丸（源頼光）
- キカイダー01 THE ANIMATION（イチロー / キカイダー01）
- まんがビデオ 墓場鬼太郎（山田）

2003年
- ギターを持った少年 -キカイダーVSイナズマン-（イチロー / キカイダー01）

2004年
- 一撃殺虫!!ホイホイさん（油壺）
- せんせいのお時間 ご〜るど（アンソニー・M・チェンバレン）
- 東京大学物語（村上直樹）

2005年
- いちご100% -さわやかペンションクライシス〜オーナーに気をつけろ! 編-（更埴わたる）
- ファイナルファンタジーVII アドベントチルドレン（2005年 - 2009年、カダージュ） - 2作品
- 僕は妹に恋をする（結城頼）

2006年
- テニスの王子様 Original Video Animation 全国大会篇（切原赤也）
- FREEDOM（カズマ）
- Memories Off #5 とぎれたフィルム THE ANIMATION（河合春人）

2007年
- 冬の蝉（相沢正之進）

2010年
- メジャー ‐メッセージ-（茂野吾郎）

2011年
- 薄桜鬼 雪華録（沖田総司）
- ブラック・ジャック FINAL（ジョンギ）

2012年
- コードギアス 亡国のアキト（2012年 - 2016年、オスカー・ハメル）
- メジャー ワールドシリーズ編 夢の瞬間へ（茂野吾郎）
- 間の楔（キリエ）

2013年
- FAIRY TAIL × RAVE（ハムリオ・ムジカ）

2016年
- 弱虫ペダル SPARE BIKE（巻島裕介）

2017年
- せいせいするほど、愛してる（三好海里）
- 初恋モンスター（金子十六） - 単行本第8巻アニメDVD付き特装版

2018年
- 岸辺露伴は動かない エピソード#02 六壁坂（音石明） - コミックス第2巻アニメDVD同梱版

### Webアニメ
2000年代
- あじむ 〜海岸物語〜（2001年、泉谷和樹）

2010年代
- 神撃のバハムート（2014年、ハンサ）
- クレヨンしんちゃん外伝 おもちゃウォーズ（2017年、司会者）
- せいぜいがんばれ!魔法少女くるみ（2017年、パイレイト、カラクリ）
- モンスターストライク センリツのルシファー ただひとつの始まりの歌（2017年、サタン）
- 夢王国と眠れる100人の王子様 ショート（2017年、ジョシュア）
- 異世界居酒屋〜古都アイテーリアの居酒屋のぶ〜（2018年、ニコラウス）

2020年代
- この空の下で（2020年、田熊常吉） - タクマ企業アニメーション
- スプリガン（2022年、金谷唱）

### ゲーム
1996年
- はるかぜ戦隊Vフォース（鈴木孝之、芦川優一）

1997年
- 3×3EYES 〜転輪王幻夢〜（ティアオ）
- My Dream 〜On Airが待てなくて〜（吉岡宏史）
- イバラード 〜ラピュタの孵る街〜（主人公）
- ファルコムクラシックス 初回特典版オリジナルCDドラマ「イースI/女神の記憶」（アドル・クリスティン）
- ミニ四駆 爆走兄弟レッツ&ゴー!!WGP HYPER HEAT（ミニ四ファイター）
- フルカウルミニ四駆スーパーファクトリー（ミニ四ファイター）
- 無人島物語R（真下裕樹）
- 竜機伝承2（ラルフ・ランバース）

1998年
- スーパーアドベンチャーロックマン
- ダブルキャスト（二村英樹）

1999年
- いつか、重なりあう未来へ（アスール・トレローニ）
- ギガウイング（相楽信之介）※ドリームキャスト版
- 後夜祭（田中裕太）
- スプリガン ルナヴァース（御神苗優）

2000年
- グランディアII（リュード）
- Sorcerous Stabber ORPHEN 魔術士オーフェン（オーフェン）
- ブレイドアーツ 〜黄昏の都ルルイエ〜（獅堂零）
- ロックマンX5（エックス、ダイナモ）
- ロビン・ロイドの冒険（ロビン・ロイド）

2001年
- Apocripha/0（セレス）
- エクソダスギルティー ネオス（真道カスミ）
- ゴエモン 新世代襲名!（ゴエモン）
- ジャック×ダクスター 旧世界の遺産（ジャック）
- Fragrance Tale（ロキ）
- ロックマンX6（エックス、ダイナモ）

2002年
- 機甲兵団J-PHOENIX バーストタクティクス（キース・エルヴィン）
- キャプテン翼 黄金世代の挑戦（葵新伍）
- GetBackers-奪還屋-奪われた無限城（美堂蛮）
- 真・女神転生 デビルチルドレン 黒の書・赤の書（セツナ）
- テニスの王子様 SweatandTears（切原赤也）
- ときめきメモリアル Girl's Side（蒼樹千晴）
- RAVEシリーズ（ハムリオ・ムジカ）
  - GROOVE ADVENTURE RAVE 〜悠久の絆〜
  - GROOVE ADVENTURE RAVE 〜未完の秘石〜
  - GROOVE ADVENTURE RAVE ファイティングライブ
  - GROOVE ADVENTURE RAVE 〜光と闇の大決戦〜
  - GROOVE ADVENTURE RAVE 〜光と闇の大決戦2〜

2003年
- GetBackers-奪還屋-奪還だよ全員集合（天野銀次）
- GetBackers-奪還屋-邪眼封印（天野銀次）
- テニスの王子様 SmashHit!（切原赤也）
- テニスの王子様 SmashHit!2（切原赤也）
- テニスの王子様 SweatandTears2（切原赤也）
- テニスの王子様 Kiss of Prince Flame（切原赤也）
- テニスの王子様 Love of Prince Bitter（切原赤也）
- ファンタスティックフォーチュン2（アーク＝ハミルトン）
- ロックマンX7（エックス）

2004年
- GetBackers-奪還屋-裏新宿最強バトル（天野銀次）
- 金色のガッシュベル!! 激闘!最強の魔物達（春彦）
- ジャック×ダクスター2（ジャック）
- Darling special Backlash 恋のエキゾースト・ヒート（鷹島疾斗）
- テニスの王子様 2004 Glorious Gold（切原赤也）
- テニスの王子様 RUSH & DREAM!（切原赤也）
- テニスの王子様 最強チームを結成せよ!（切原赤也）
- 幕末恋華 新選組（永倉新八）
- 召しませ浪漫茶房（道明寺暁尚）

2005年
- うるるんクエスト恋遊記（紅）
- シャイニング・フォース ネオ（マックス）
- テニスの王子様 学園祭の王子様（切原赤也）
- ファンタスティックフォーチュン2☆☆☆（アーク＝ハリントン）
- Memories Off #5 とぎれたフィルム（河合春人）

2006年
- étude prologue 〜揺れ動く心のかたち〜（郡司達也）
- 新世紀GPXサイバーフォーミュラ Road to the Infinity 3（マーク・フェルナンデス）
- そしてこの宇宙にきらめく君の詩（ギルス）
- テニスの王子様 ドキドキサバイバル（切原赤也）
- 鳥篭の向こうがわ（ムト）
- マーメイドプリズム（雪草純 / ジュン・ヴァイツ）

2007年
- オーディンスフィア（イングヴェイ）
- そしてこの宇宙にきらめく君の詩 XXX（ギルス）
- 幕末恋華 花柳剣士伝（永倉新八）
- Memories Off #5 encore（河合春人）

2008年
- 妖ノ宮（積興之介）
- 白騎士物語 -古の鼓動-（オズモンド）
- 薄桜鬼 〜新選組奇譚〜（沖田総司）
- ペルソナ4（花村陽介）
- ルクス・ペイン（グレアム・ミラー）
- メジャーWill パーフェクトクローザー（茂野吾郎）

2009年
- 11eyes CrossOver（田島賢久）
- SIGNAL（鷹島疾斗）
- ジャック×ダクスター 〜エルフとイタチの大冒険〜（ジャック）
- テニスの王子様 ダブルスの王子様BOYS,BE GLORIOUS!（切原赤也）
- 電撃学園RPG Cross of Venus（佐伯玲士郎）
- 薄桜鬼 ポータブル（沖田総司）
- 薄桜鬼 随想録（沖田総司）
- VitaminZ（嶺アラタ）

2010年
- 三国恋戦記〜オトメの兵法!〜（仲謀）
- 戦律のRHaPSoDY（ニムト）
- TAKUYO Mix Box 〜ファーストアニバーサリー〜（郡司達也）
- テニスの王子様 もっと学園祭の王子様 - More sweet edition -（切原赤也）
- ニーア・レプリカント（テュラン）
- 薄桜鬼 DS（沖田総司）
- 薄桜鬼 随想録 ポータブル（沖田総司）
- 薄桜鬼 遊戯録（沖田総司）
- 薄桜鬼 巡想録（沖田総司）
- 薄桜鬼 黎明録（沖田総司）
- はつカレ!（寺崎優矢）
- B's-LOG パーティー♪（沖田総司）
- VitaminZ Revolution（嶺アラタ）
- 恋愛番長 命短し、恋せよ乙女! Love is Power（恋愛番長）

2011年
- Are you Alice?（白ウサギ）
- アンジェリーク 魔恋の六騎士（ジョヴァンニ）
- いざ、出陣!恋戦（服部半蔵）
- がーるず★パラダイス〜逆ハーレム編集部〜（桐音）
- ガチンコヒーローズ（ジャック）
- 白騎士物語 -光と闇の覚醒-（オズモンド）
- テイルズ オブ エクシリア（イバル）
- テニスの王子様 ぎゅっと!ドキドキサバイバル 海と山のLove Passion（切原赤也）
- TOKYOヤマノテBOYS HONEY MILK（岬虎太郎）
- TOKYOヤマノテBOYS SUPER MINT（岬虎太郎）
- TOKYOヤマノテBOYS DARK CHERRY（岬虎太郎）
- NARUTO-ナルト-疾風伝 ナルティメットインパクト（奈良シカマル）
- ぬらりひょんの孫 百鬼繚乱大戦（花開院秋房）
- 薄桜鬼 3D（沖田総司）
- 薄桜鬼 随想録 DS（沖田総司）
- 薄桜鬼 遊戯録 DS（沖田総司）
- 薄桜鬼 黎明録 ポータブル（沖田総司）
- VitaminXtoZ（嶺アラタ）
- ファイナルファンタジー零式（ナギ）
- 文明開華 葵座異聞録（神鳴剣助）

2012年
- うたの☆プリンスさまっ♪ Debut（寿嶺二）
- キミカレ〜新学期〜（桜庭秋夜）
- グリム・ザ・バウンティハンター（ヘンゼル＝ナシュカッツェ）
- テイルズ オブ エクシリア2（イバル）
- TOKYOヤマノテBOYS SWEET JELLY BEANS（岬虎太郎）
- TOKYOヤマノテBOYS FRESH GINGER（岬虎太郎）
- TOKYOヤマノテBOYS Portable HONEY MILK（岬虎太郎）
- NARUTO-ナルト-疾風伝 ナルティメットストームジェネレーション（奈良シカマル）
- 薄桜鬼 幕末無双録（沖田総司）
- 薄桜鬼 黎明録 DS（沖田総司）
- 薄桜鬼 黎明録 名残り草（沖田総司）
- 薄桜鬼 遊戯録弐 祭囃子と隊士達（沖田総司）
- ヒーローズファンタジア（オーフェン）
- 文明開華 葵座異聞録 再演（神鳴剣助）
- ペルソナ4 ザ・ゴールデン（花村陽介）
- ペルソナ4 ジ・アルティメット イン マヨナカアリーナ（花村陽介）
- 嫁コレ（沖田総司、嶺アラタ、巻島裕介、桂小五郎）

2013年
- うたの☆プリンスさまっ♪ All Star（寿嶺二）
- うたの☆プリンスさまっ♪ MUSIC 2（寿嶺二）
- 裏語 薄桜鬼（沖田総司）
- O*G*A 鬼ごっこロワイアル ハンターは孤島で恋をする（天道乱）
- オカルトメイデン
- カードファイト!! ヴァンガード ライド トゥ ビクトリー!!（三和タイシ）
- 下天の華（羽柴秀吉）
- 三国恋戦記〜オトメの兵法!〜 思いでがえし（仲謀）
- ジョジョの奇妙な冒険 オールスターバトル（音石明）
- しらつゆの怪（千家清春）
- スーパーロボット大戦OGサーガ 魔装機神III PRIDE OF JUSTICE（コーデック・テクリナク）
- 大正鬼譚（伊沢臣）
- Tiny×Machinegun（トム）
- ドットカレシ-We're 8bit Lovers!- I 〜でんせつのおとめ〜（シーフ）
- NARUTO -ナルト- 疾風伝 ナルティメットストーム3（奈良シカマル）
- 薄桜鬼 鏡花録（沖田総司）
- VitaminZ Graduation（嶺アラタ）
- VitaminZ Revolution（嶺アラタ）
- プレイステーション オールスター・バトルロイヤル（ジャック）
- ペルソナ4 ジ・アルティマックス ウルトラスープレックスホールド（花村陽介）
- 0時の鐘とシンデレラ〜Halloween Wedding〜（ラルフ）

2014年
- いざ、出陣!恋戦 第二幕〜甲斐編〜（服部半蔵）
- いざ、出陣!恋戦 第二幕〜越後編〜（服部半蔵）
- 学園ヘヴン2 〜DOUBLE SCRAMBLE!〜（園田瑛士）
- 下天の華 夢灯り（羽柴秀吉）
- Code:Realize 〜創世の姫君〜（インピー・バービケーン）
- 白猫プロジェクト（スオウ・コジロー・ヨシユキ）
- 神撃のバハムート（リュート、ハンサ）
- 大正鬼譚〜言ノ葉櫻〜（伊沢臣）
- NARUTO -ナルト- 疾風伝 ナルティメットストームレボリューション（奈良シカマル）
- 薄桜鬼SSL 〜sweet school life〜（沖田総司）
- 幕末Rock（桂小五郎）
- 幕末Rock 超魂（桂小五郎）
- BLACK CODE ブラック・コード（ミカエリス＝パウェル）
- ペルソナQ シャドウ オブ ザ ラビリンス（花村陽介）
- ボイスミーツガール〜幸運のシンデレラ〜（tatsu）
- 放課後colorful＊step 〜ぶんかぶ!〜（西園寺翔也）
- -8（南錠景馬）
- マギ 新たなる世界（シャルルカン）
- マギ Dungeon & Magic（シャルルカン）
- ONE PIECE 超グランドバトル! X（バルトロメオ）
- ONE PIECE ワンピースキングス（バルトロメオ）

2015年
- アイ★チュウ（枢木皐月）
- I DOLL U（魁イツキ）
- あんさんぶるスターズ!（2015年 - 2018年、遊木真、巻島裕介）
- ヴァリアントナイツ（アッシュ＝バーランド）
- うたの☆プリンスさまっ♪ All Star After Secret（寿嶺二）
- 男遊郭（高尾）
- KLAP!! 〜Kind Love And Punish〜（美作燈真）
- ジョジョの奇妙な冒険 アイズオブヘブン（音石明）
- DYNAMIC CHORD feat.KYOHSO（城坂依都）
- DIABOLIK LOVERS DARK FATE（月浪シン）
- 東京乙女レストラン（常磐有馬）
- 薄桜鬼 真改 風ノ章（沖田総司）
- 薄桜鬼 随想録 面影げ花（沖田総司）
- BELIEVER!（スクエット）
- ブレイブリーセカンド（アンジェロ・W・パネットーネ）
- ペルソナ4 ダンシング・オールナイト（花村陽介）
- ボーイフレンド（仮）（音琴嵐）
- 夢王国と眠れる100人の王子様（白葉、ジョシュア、沖田総司）
- 弱虫ペダル 明日への高回転（巻島裕介）
- 琉球異聞 朱桜の繋（山崎守慶）

2016年
- 一血卍傑-ONLINE-（ダイダラボッチ）
- うたの☆プリンスさまっ♪ MUSIC 3（寿嶺二）
- エンドライド-X fragments-（バドミラン）
- カードファイト!! ヴァンガードG ストライド トゥ ビクトリー!!（三和タイシ）
- Code:Realize 〜祝福の未来〜（インピー・バービケーン）
- シノビナイトメア（マサムネ、テンゼン）
- Shadowverse（怪犬の墓守、邪悪なる予言者・ダムス、ハンサ）
- 7'scarlet（櫛奈雫トア）
- ダウト〜嘘つきオトコは誰?〜（矢澤丈）
- ダンストリップス（オランジュ）
- DIABOLIK LOVERS LUNATIC PARADE（月浪シン）
- なむあみだ仏っ!（釈迦如来）
- NARUTO -ナルト- 疾風伝 ナルティメットストーム4（奈良シカマル）
- 忍たま乱太郎 吹っ飛びパズル!の段（雑渡昆奈門）
- HalfBlood‐境界で揺れる恋（ナナセ）
- 薄桜鬼 真改 華ノ章（沖田総司）
- ピリオドキューブ 〜鳥籠のアマデウス〜（ヨークス）
- Mighty No. 9（アヴィエイター）
- ワールド オブ ファイナルファンタジー（シド）
- ONE PIECE トレジャークルーズ（バルトロメオ）

2017年
- DIABOLIK LOVERS LOST EDEN（月浪シン）
- GRAVITY DAZE 2 Alternative Side ：時の箱舟 - クロウの帰結（ルミノ）
- Side Kicks!（シスイ）
- KLAP!! 〜Kind Love And Punish〜 Fun Party（美作燈真）
- ブラックローズサスペクツ（エリク・アンダーソン）
- 黒騎士と白の魔王（ベルゼブブ）
- パラノーマルキス -Paranormal Kiss-（月代理人）
- B-PROJECT 無敵*デンジャラス（王茶利暉）
- カクテル王子（アメリカン・レモネード）
- モンスターストライク（2017年 - 2024年、背徳ピストルズ〈サタン〉、稀咲鉄太）
- うたの☆プリンスさまっ♪ Shining Live（寿嶺二）
- ファンタシースターオンライン2（エルミル＝ヴェルン）
- Code:Realize 〜白銀の奇跡〜（インピー・バービケーン）

2018年
- スーパーロボット大戦シリーズ（2018年 - 2021年、兜甲児） - 3作品
- フォルティッシモ（松永彰真）
- 斉木楠雄のΨ難 妄想暴走 Ψキックバトル（蝶野雨緑）
- BLAZBLUE CROSS TAG BATTLE（花村陽介）
- グランブルーファンタジー（2018年 - 2023年、スピナー）
- ファイアーエムブレム ヒーローズ（カナス）
- ピオフィオーレの晩鐘（ギルバート）
- 茜さすセカイでキミと詠う（沖田総司）
- ゲシュタルト・オーディン（沖田総司）
- 千銃士（ラブ☆ワン）
- ペルソナQ2 ニュー シネマ ラビリンス（花村陽介）
- ぷよぷよ!!クエスト（花村陽介）
- 夢間集（ドクリュウ）

2019年
- 私立ベルばら学園 〜ベルサイユのばらRe*imagination〜（ピエール皇）
- 妖怪餐廳（慕翊）
- DIABOLIK LOVERS CHAOS LINEAGE（シン）
- SEVEN's CODE（青柳一朔）
- WAR OF THE VISIONS ファイナルファンタジー ブレイブエクスヴィアス 幻影戦争（ガーガス）
- ヴァンガード ZERO（三和タイシ）
- BUSTAFELLOWS（トロイ）

2020年
- サンクタス戦記-GYEE-（ブンドウ、ピーター）
- アークナイツ（エリジウム）
- あんさんぶるスターズ!! Basic / Music（遊木真） - 2作品
- ONE PIECE 海賊無双4（バルトロメオ）
- ジョジョのピタパタポップ（音石明）
- ピオフィオーレの晩鐘 -Episodio1926-（ギルバート・レッドフォード）
- 共闘ことばRPG コトダマン（2020年 - 2023年、花村陽介、稀咲鉄太）
- セブンナイツ〜時空の旅人〜（カール・ヘロン）
- テイルズ オブ ザ レイズ（イバル）

2021年
- WAVE!! 波乗りボーイズ（森ウィリアム聡一郎）
- ルーンファクトリー5（ルーカス）
- VRカレシ（白川奏摩）
- B-PROJECT 流星*ファンタジア（王茶利暉）
- CHUNITHM PARADISE LOST（ジョニー・サイアスティン）
- 鬼滅の刃 ヒノカミ血風譚（蜘蛛の鬼〈兄〉）
- ロックマンX DiVE（ダイナモ）
- ドラゴンクエストX 天星の英雄たち オンライン（パルミオ博士）

2022年
- ジョジョの奇妙な冒険 オールスターバトルR（音石明）
- タクティクスオウガ リボーン（オズ・モー・グラシャス）
- テイルズウィーバー：SecondRun（マキシミン・リフクネ）
- 東京リベンジャーズ ぱずりべ！全国制覇への道（稀咲鉄太）

2023年
- サクライグノラムス（伊達政宗）
- 超探偵事件簿 レインコード（エイフェックス　ローガン）
- 永久少年Side Project -トワイライトなスピカ-（爽田佐和緒）

2024年
- 金色のガッシュベル!! 永遠の絆の仲間たち（春彦）
- ドラゴンクエストX 未来への扉とまどろみの少女 オンライン（パルミオ博士）
- ひみつのアイプリ / アイプリバース（MCアイムゥ） - 2作品
- モンソニ!（サタン）
- Rusty Rabbit（フレミッシュ）

2025年
- BLEACH Rebirth of Souls（天鎖斬月）
- ドラゴンボールZ カカロット（キング・ゴマー）

### 携帯コンテンツ
携帯ゲーム
- 王子様のプロポーズ（キース・アルフォード）
- 君とナイショの…今日から彼氏（桜庭秋夜）

アプリ
- 薄桜鬼 待受絵草子（沖田総司）
- 白虎隊 志士異聞記（鹿目千歳）

オンラインゲーム
- BraveSongOnline（シャール）
- LuviniaSaga

### ドラマCD
- Are you Alice? シリーズ（白ウサギ）
- 阿佐ヶ谷Zippy（クロード・キャンデロロ）
- Apocripha/0 Vol.1、2（セレス）
- あまつき シリーズ（露草）
  - あまつき 春に雷、花に風
  - あまつき 破礼講の宴
  - あまつき 犬神と姫神
  - あまつき 大収穫祭
  - TVアニメーション「あまつき」ドラマCD 第一 - 五巻
- あんさんぶるスターズ!（遊木真[277]）※単行本第1巻ドラマCD付き特装版
- イケメン大奥ドラマCD1（紫京）
- いざ、出陣!恋戦 シリーズ（服部半蔵）
  - いざ、出陣!恋戦 ドラマCD 〜月下美人がみる夢は〜
  - いざ、出陣!恋戦 ドラマCD 〜赤い椿白い椿と〜
- うるるんクエスト恋遊記 -ファンタジーの中に危機感もって命がけだった恋愛症候群-（紅）
- EREMENTAR GERAD ドラマCD 第1 - 3巻（ローウェン）
- O*G*A 鬼ごっこロワイアル シリーズ（天道乱）
  - O*G*A 鬼ごっこロワイアル ドラマCD STEP.1 〜はじまりの季節〜
  - O*G*A 鬼ごっこロワイアル ドラマCD STEP.2 〜きらめきの季節〜
  - O*G*A 鬼ごっこロワイアル ドラマCD STEP.2 〜はばたきの季節〜
- 王子様のプロポーズ（キース・アルフォード）
- ALMIGHTY×10（冬賀李玖）
- 男遊郭の秘めたる遊戯 金紅の契（高尾[278]）
- 陰陽生修行奇譚シリーズ（江波由耶）
- Café吉祥寺で シリーズ（徳美秀太）
- 危機之介御免 シリーズ（柳生十三）
  - 音之壱盤『毒味之危機』
  - 音之弐盤『未来之危機』
- がーるず★パラダイス〜逆ハーレム編集部〜 3（桐音）
- 君とナイショの…今日から彼氏（キミカレ）シリーズ（桜庭秋夜）
  - 君とナイショの…今日から彼氏 〜ヒミツの温泉旅行〜
  - 君とナイショの…今日から彼氏 〜誘惑のバレンタイン〜
- 君と僕。 シリーズ（こういち〈東晃一〉）
  - あきらとこーちゃん編&ひだまり幼稚園編
  - 高校生篇 2
  - 劇場版 しらゆたひめ ※『ガンガンPOWERED』応募者全員サービス
- 逆境ナイン（高田二流、登別）
- 禁断吸血鬼（マクシミリアン・フォン・ヴァイセヘルデンブクル）
- GetBackers-奪還屋- シリーズ（天野銀次）
- 幻想水滸伝II（シード）
- 恋に落ちた海賊王（ハヤテ）
- コンプレックス192（北野細雪）
- 幻想魔伝 最遊記 第9巻（雪羅）
- 紅茶王子 1・2（内山美佳）
- 幸福喫茶3丁目 1・2（安倍川草）
- サイボーグ009 THE CYBORG SOLDIER ドラマアルバム 〜LOVE STORIES〜（002 / ジェット・リンク）
- サムライドライブ（芹澤）
- 時空警察ハイペリオン外伝 幕末異聞伝（坂本龍馬）
- 地獄堂霊界通信（日向）※コミックス第6巻ドラマCD付き特装版[279]
- 執事遊戯譚（成瀬京弥）
- シューピアリア シリーズ（エクサ）
  - シューピアリア
  - 理想郷の反省会 ※ガンガンPOWERED 応募者全員サービス
- 助手席彼氏1 初めてのドライブは幼なじみ（桜庭直樹）
- しらつゆの怪 ドラマCD 〜露の葉〜（千家清春[280]）
- 白アリッッ（チェシャ猫）
- 新白雪姫伝説プリーティア シリーズ（豪）
- 真・女神転生デビチル/コレクション・1（甲斐刹那）
- 新釈 鏡花あやかし秘帖 「幽冥の館」（桂木契[281]）
- スレイヤーズVSオーフェン〜史上最悪の邂逅〜（オーフェン）
- 世界でいちばん大嫌い（本庄新）
- 仙界伝 封神演義（16歳の聞仲）
- ZERO ZANY. CODE-1・2（ZERO）
- Snow Flower（仁科雪）
- SEVENTH HEAVEN vol.7（カナデ[282]）
- Tiny×Machinegun タイニー・マクダニエル捜査ファイル「THE KNOCKDOWN」（トム）
- 太陽の少女インカちゃん（のの字）
- 耽美夢想マイネリーベ（エドヴァルド）
- 翼を持つ者（ヤン・蛟）
- DIABOLIK LOVERS（月浪シン）
  - DIABOLIK LOVERS ドS吸血CD VERSUSII Vol.4 カルラVSシン[283]
  - DIABOLIK LOVERS DARK FATE Vol.1 蝕の章[284]
  - DIABOLIK LOVERS ドS吸血CD BLOODY BOUQUET Vol.7 シン編[285]
  - DIABOLIK LOVERS ドS吸血CD VERSUSIII Vol.2 ライトVSシン[286]
  - DIABOLIK LOVERS LOST EDEN Vol.3 月浪編[287]
- TOKYOヤマノテBOYS シリーズ（岬虎太郎）
  - TOKYOヤマノテBOYS RED HOT ICE CREAM
  - TOKYOヤマノテBOYS 〜Secret.3〜 ナイショの誘惑王子（セクシープリンス）
- ときめきメモリアル Girl's Side Clovers'Graffiti7 蒼樹千晴（蒼樹千晴）
- ドリー夢Say★Youコレクション 恋愛番長編（恋愛番長）
- ドントクライ、ガール（升田）
- NARUTO -ナルト- シリーズ（奈良シカマル）
- ニーア・レプリカント（テュラン）
- ニーチェ先生〜コンビニに、さとり世代の新人が舞い降りた〜（渡利久慈[288]）
- 忍たま乱太郎CD 『忍たまがラジオにやって来た!の段』あんど『こんなこともあったんだよ、の段』（雑渡昆奈門[289]）
- 忍たま乱太郎 ドラマCD 一年い組＆ろ組の段（雑渡昆奈門）
- ネバギバ! 2（陸）
- 獏 -BAKU- 第二幕・第三幕（ランタナム）
- 薄桜鬼 シリーズ（沖田総司）
  - ドラマCD 〜新選組捕物控〜 前編・後編
  - ドラマCD 〜若殿道中記〜
  - ドラマCD 〜千鶴誘拐事件帳〜
  - ドラマCD 〜島原騒動記〜
  - ドラマCD 〜寒桜絵巻〜
  - ドラマCD 〜会津隠密帳〜[290]
  - ドラマCD 〜近藤さんの悩みの種〜[291]
  - 黎明録 ドラマCD 〜龍之介淡恋秘話〜
  - 〜音声奏曲集〜
  - アニメ「薄桜鬼」ドラマCD 〜星夜の想い〜
  - アニメ「薄桜鬼」ドラマCD 〜改名秘帖録〜
- 爆走兄弟レッツ&ゴー!! シリーズ（ミニ四ファイター）
  - 爆走兄弟レッツ&ゴー!! 超青春ドラマCD
  - 爆走兄弟レッツ&ゴー!! 超青春ドラマCD 第2弾
- 幕末恋華 新選組 ドラマCD（永倉新八）
- 初恋モンスター（金子十六）※コミックス3巻ドラマCD付き特装版[292]
- 花ざかりの君たちへ（中津秀一）
- Baricoシリーズ（サトル / DJルウ）
- VitaminZ シリーズ（嶺アラタ）
  - VitaminZ ドラマCD -Part.1- 〜Dokidokiびたみん♪ 君と一晩すぺくたくる〜
  - VitaminZ ドラマCD -Part.2- 〜Haraharaびたみん♪ 恋はいつでもすりりんぐ〜
  - Dramatic CD Collection VitaminZ・ハッピービタミン〜Oh!ムコ・バトル〜
- 白虎隊 志士異聞記 音盤 其の壱、其の弐（鹿目千歳）
- ファルコムクラシックス オリジナルCDドラマ「イースI/女神の記憶」（アドル）
- Fantastic Fortune2 シリーズ（アーク＝ハリントン）
  - Marine Style
  - Aoi Romance
  - Aqua Balance
- フルメタル・パニック! ドラマCD 1 - 3（相良宗介）
- Fragrance Tale CD drama 1 - 2（ロキ）
- 文明開華 葵座異聞録 桜花爛漫 〜酔いどれ浪漫紀〜（神鳴剣助）
- ペルソナ4シリーズ（花村陽介）
  - ドラマCD Vol.1 - 3
  - PERSONA4 the Animation ＃1 - ＃2
- 僕は妹に恋をする シリーズ（結城頼）
- ボクラノキセキ（瀬々稜）※コミックス第7巻限定版付属CD[293]
- PON!とキマイラ〜学園天国篇（乙部清丸）
- マーメイドプリズム（雪草純 / ジュン・ヴァイツ）
- マイカレ2（加賀いつき）
- 勾玉花伝 巫女姫様とさくらの契約（朱皇）
- マジナ! voice-MIX シリーズ（迫井雷治郎）
  - マジナ! voice-MIX 〜コーライト〜
  - マジナ! voice-MIX 〜ソーダライト〜
  - マジナ! voice-MIX 〜フローライト〜
- 魔術士オーフェン 無謀編 オリジナル・ラジオ・ドラマ（オーフェン）
- 魔探偵ロキ シリーズ（鳴神）
- Mr.FULLSWING シリーズ（虎鉄大河）
- 八雲立つ 新音盤物語（高條筑陽）
- 屋根裏の散歩者（森下刑事）
- ヤマトナデシコ七変化♥〜アニメヨリ ヤッチマウヨー!〜（高野恭平）
- ルイの魔裁判 1 - 2（デュラス）
- ルリルラ（ユウジ）
- ワールドエンブリオ（武部洋平）※コミックス第10・11巻ドラマCD付き特装版[294]
- 1.5.8 -just one time-（ココ）
- 幕末Rockシリーズ（桂小五郎）
  - 「絶叫！熱狂！温泉バトル」※PSPゲーム『幕末Rock』先着購入特典
  - 「秘密の使用人」※PSPゲーム『幕末Rock』ソフマップ予約購入特典
  - 「湯煙推理劇！温泉怪事件ぜよ!!」※PSP/PS Vitaゲーム『幕末Rock 超魂』特装版封入
  - 「学園Rock 絶叫！熱狂！選挙バトル」※PSP/PS Vitaゲーム『幕末Rock 超魂』先着購入特典
  - 「極・秘密の使用人」※PSP/PS Vitaゲーム『幕末Rock』ふるいちオンライン/古本市場予約購入特典

### 朗読CD
- あぶな絵、あぶり声〜若葉〜
- KISS×KISS collections Vol.16 「パーソナリティキス」（川原アキト）
- 月刊男前図鑑 スポーツ編 黒盤（野球）
- 禁断吸血鬼〜紅薔薇ノ王〜（マクシミリアン・フォン・ヴァイセヘンデンブルク）
- 心あたたまる物語 Vol.6
- 心あたたまる物語外伝 その3
- 戦国武将物語〜知将編〜（第六話「山本勘助物語」）
- 戦国武将物語外伝〜14の知将&豪傑物語〜（山本勘助物語外伝「信玄の恋」）
- DEARS 十二星座物語 Apollon Side（うお座）
- でぃあーず せかいのものがたり〜青の本〜（第七話『正直な若者とねこ』）
- でぃあーず せかいのものがたり〜夢の本〜（第十三話『外の世界』）
- 幕末志士物語〜土佐編〜（「岩崎弥太郎物語」）
- 幕末志士物語外伝〜14の土佐&佐幕・開国編〜（「岩崎弥太郎物語外伝」）
- VitaminZ × 羊でおやすみシリーズ Vol.4 「美容を考えておやすみ」（嶺アラタ）
- VitaminX-Z・キャンディビタミン4（嶺アラタ）
- 羊でおやすみシリーズ vol.26「お兄ちゃんとおやすみ」
- ふしぎ工房症候群 オリジナル朗読CD EPISODE.10「最後の願い」

### BLCD
- 間の楔シリーズ（キリエ）
  - 〜retino 淫縛〜
  - 〜congressus 邂逅〜
  - 〜pardo 折翼〜
- 愛していると言ってくれ。（吉峰静太郎）
- 青の軌跡 5 ペルソナ ノングラータ（マジェラ）
- 朝から朝まで（羽村結）
- 異国色恋浪漫譚 〜さすらい銀次の慕情編〜（那智）
- イヤもキライも恋のうち（杉浦真琴）
- WEST END 4、5（ヤツカ）
- 過激 シリーズ （シキュリール）
  - 過激に愛して
  - 過激に独占欲
  - 過激に I LOVE YOU
  - 過激に恋迷宮
  - 過激に天国
- 鬼絆 〜KIZUNA〜 シリーズ（九鬼虎次郎）
  - この陰りある哭のままに
  - 彼方なる陽を求めて
- 絆 -KIZUNA- 2、4（田代 / ロイ）
- くらっしゅ+ゴーストハンターズ（高梨亨）
  - くらっしゅ+ゴーストハンターズ 2 Nightmare 夢の住人（高梨亨）
- 獣 シリーズ（藤堂一輝）
  - 美しき獣たち。
  - …ヴァージンラブ。
  - 獣たちの…妄執。
- 元気あげたいっっ! 〜Be Yell〜（武藤健吾）
- 子供の領分 シリーズ  (新田薫)
  - 蓮見高校ハリケーン
  - 最凶ヒールズ
  - 噂の真髄
  - 悪運の条件
  - 真夏の残響
  - 怪物君パニック
  - 分岐点Vol.1 【発端】
- 守護霊様に憑いてコイ（聖）
- 純情 シリーズ（浅香律）
  - 純情BOY禁猟区
  - 純情はぁと解放区
  - 純情ナイト激戦区
- 絶対服従（芹沢）
- タクミくんシリーズ（真行寺兼満）
  - 美貌のディテイル
  - 緑のゆびさき
  - 夢の後先
  - あの、晴れた青空
  - 愛しさの構図&てのひらの雪
  - ギイがサンタになる夜は
- たとえこの恋が罪であっても（エドワード）
- だまされても好きなひと（樋野勇樹）
- ドロシーの指輪（三本木恒彦）
- 春を抱いていた 4、6、8（浅野伸之）
  - 春を抱いていた 冬の蝉
- BL探偵（八雲和也）
- 放課後の悩めるカンケイ（廣瀬克）
- 僕の声 金のがちょう編（風間廉示）
- 負け犬 シリーズ（柳瀬敦）
  - 負け犬の食卓
  - 負け犬のなんでも屋
  - なんでも屋ナンデモアリ 〜君がいなくちゃ生きていけない〜
  - なんでも屋ナンデモアリ -アンダードッグ-
- 楽園のうた 第1・2巻（飯田賢吾）
- ルビーにくちづけ シリーズ
  - ルビーにくちづけ
  - メモリーズ
  - Kiss station
  - 学園ライブラリー
  - Sweet Collection
  - Ruby Special CD Version A・B
- 夜ごとの花（五十嵐成尭）
  - 花のように愛は降る

### ラジオドラマ
- O*G*A 鬼ごっこロワイアル（天道乱）
- クォンタム・メカニクス戦記 ど根性メガネ タックマン!（サーバーA）
- マガツノート（2022年 - 2023年、メフィスト）

### 吹き替え

#### 担当俳優
イ・ボムス
- アナーキスト（トルソク）
- オー!ブラザーズ（ボング）
- 悲しみよりもっと悲しい物語（ジュファン）
- 恋の罠/淫乱書生（グァンホン）
- シティ・オブ・バイオレンス -相棒-（チャンピル）
- ジャングル・ジュース（チョルス）
- シングルス（ジョンジュン）
- 花嫁はギャングスター/ソウルウエディング（ギチョル）
- 犯罪都市シリーズ（チャン・テス）
  - 犯罪都市 NO WAY OUT
  - 犯罪都市 PUNISHMENT

- ピアノを弾く大統領（ギョンミン）

エディ・ポン
- あすなろ白書（台湾版）（取手守〈ジュー・シュウジー〉）
- おじいちゃんはデブゴン
- オペレーション・メコン（フォン）
- コールド・ウォー 香港警察 二つの正義（ジョー・リー）
  - コールド・ウォー 香港警察 堕ちた正義（ジョー・リー）

- コール・オブ・ヒーローズ/武勇伝（マー・フン）
- TAICHI/太極 ゼロ（ズージン）
- TAICHI/太極 ヒーロー（ズージン）
- ライズ・オブ・ザ・レジェンド 〜炎虎乱舞〜（フェイ）
- -悟空伝-（孫悟空）
- レスキュー（ガオ・チエン）

ジェット・リー
- 阿羅漢（チー・ミン）※DVD・BD版
- 少林寺（小虎）※DVD版
- 少林寺2（三龍）※DVD版

#### 映画
- アメリカン・アサシン（ミッチ・ラップ〈ディラン・オブライエン〉）
- ウォンカとチョコレート工場のはじまり（アファブル巡査〈コブナ・ホルドブルック＝スミス〉[298]）
- キラー・スナイパー（クリス・スミス〈エミール・ハーシュ〉）
- クライ・ベイビー（ウェイド・“クライ・ベイビー”・ウォーカー〈ジョニー・デップ〉）
- クリミナル・ミッション（ノア〈ダン・スティーヴンス〉）
- 最後に恋に勝つルール（オリヴァー・マーティン〈アシュトン・カッチャー〉）
- THE BATMAN-ザ・バットマン-（トーマス・ウェイン〈ルーク・ロバーツ〉[299]）
- ザ・ミスト（マチュー〈ロマン・デュリス〉）
- シェーン（ジョー・スターレット〈ヴァン・ヘフリン〉[300]）※N.E.M版
- 68キル（チップ〈マシュー・グレイ・ギュブラー〉[301]）
- シンデレラ（ウィルバー伯爵、ロメシュ[302]）
- スラムドッグス（バグ〈ボストン・テリア：ジェイミー・フォックス〉[303]）
- ティーン・ナイト（ピーター〈クリス・レムシュ〉）
- デッドプール&ウルヴァリン（ガンビット〈チャニング・テイタム〉[304]）
- Dot the i ドット・ジ・アイ（テオ〈チャーリー・コックス〉）
- NERVE/ナーヴ 世界で一番危険なゲーム（イアン〈デイヴ・フランコ〉）
- パズラー（ステファン）
- ハッピーウェディング〜私が彼に決めた理由〜（ニック〈ケニー・ドーティ〉）
- ハワード・ザ・ダック/暗黒魔王の陰謀（ハワード・T・ダック）※VOD版
- ピーターラビット2/バーナバスの誘惑（トム[305]）
- ビザンチウム（フランク〈ケイレブ・ランドリー・ジョーンズ〉）
- ファイナル・デッドコースター（イアン・マッキンレー〈クリス・レムシュ〉）
- ブラックロック（ジャレット）
- BULLY ブリー（ボビー・ケント〈ニック・スタール〉）
- プリフォンテーン（スティーブ・プリフォンテーン〈ジャレッド・レト〉）
- PROSPECT プロスペクト（エズラ〈ペドロ・パスカル〉）
- 香港国際警察/NEW POLICE STORY（ホン）
- マインクラフト/ザ・ムービー（ダリル〈ジェマイン・クレメント〉[306]）
- マティアス&マキシム（マティアス〈ガブリエル・ダルメイダ・フレイタス〉[307]）
- ムーラン 美しき英雄（リ・コンホウ〈ユー・カイニン〉）
- 息子のまなざし（フランシス）
- レニー・ハーリン コベナント 幻魔降臨（チェイス〈セバスチャン・スタン〉）

#### ドラマ
- アイドゥ・アイドゥ 〜素敵な靴は恋のはじまり（パク・テガン〈イ・ジャンウ〉）
- ヴェロニカ's クローゼット（サント・アメリオ）
- クリミナル・マインド FBI行動分析課（Dr.スペンサー・リード〈マシュー・グレイ・ギュブラー〉）
- ダーク・マテリアルズ/黄金の羅針盤（パンタライモン[308]）※U-NEXT版
- トーチウッド 人類不滅の日（アンジェロ・コラサント）
- トゥルー・コーリング（ジェンセン・リッチー〈エリック・クリスチャン・オルセン〉）
- フーディーニ&ドイルの怪事件ファイル 〜謎解きの作法〜（ハリー・フーディーニ〈マイケル・ウェストン〉）
- プリティ・リトル・ライアーズ（アダム・ランバート）
- BONES -骨は語る- シーズン10（ジェームズ・オーブリー）
- ラブレイン（ソ・ドンウク、イ・ソノ〈キム・シフ〉）

#### アニメ
- ジェネレーター・レックス（レックス）
- ストールンプリンセス:キーウの王女とルスラン（ファラフ[309]）
- ナッツジョブ リバティパーク奪還作戦!!（サーリー）
- ネクスト・ロボ
- プレイモービル マーラとチャーリーの大冒険（レックス[310]）
- ラマになった王様シリーズ
  - ラマになった王様2 クロンクのノリノリ大作戦（クスコ）
  - ラマだった王様 学校へ行こう!（クスコ）

### デジタルコミック
- VOMIC シュガーズ（紫門元）
- ComicFestaアニメZone 更科昴くんの命令は絶対!!（更科昴）
- Arcanamusica（2022年 - 2023年、スー）

### 特撮
- 帰ってきた獣電戦隊キョウリュウジャー 100 YEARS AFTER（2014年、後悔の戦騎アースレバンの声[311]）
- ウルトラギャラクシーファイト（2020年 - 2022年、ウルトラマンタロウの声[312][注 2]） - 2シリーズ[一覧 30]
- 爆上戦隊ブンブンジャー（2024年 - 2025年、ディスレースの声[314]、ディスレース2000の声[315]）

### ラジオ
※はインターネット配信。
1990年代
- 魔術士オーフェン（1998年 - 2000年、TBSラジオ）
- 石川英郎と森久保祥太郎のあんずジャム（1998年 - 1999年、文化放送）
- ルビーにくちづけ（1999年 -  2009年、文化放送）
- 森久保祥太郎と福井裕佳梨のトテカンラジオ（1999年 - 放送終了、MBSラジオ）

2000年代
- 祥太郎、麻衣・CURE HOUSE（2002年 - 2007年、FM-FUJI・東海ラジオ他）
- D-magic〜2人の奪還屋（2003年、TBSラジオ・MBSラジオ）
- JAM PUNCH!（2004年 - 2009年、bayfm）
- テニスの王子様 オン・ザ・レイディオ（2004年、文化放送）
- スウィートジャンクション（2004年 - 2009年、ラジオ大阪）
- 森久保・朴のポケ声ナイト!（2005年 - 2006年、文化放送）
- AN's ALL STARSの AN'S JAM エピソードIII（2005年 - 2006年、BBQR※）
- ハード ハート ビート（2005年 - 2006年、ラジオ大阪）
- 石川英郎・森久保祥太郎のあんぷらぐど!（2006年、ラジオ大阪）
- ウィークリーMOC（モバHO!※）
- キラキラ☆ネットワーク（RKBラジオ）
- AN's ALL STARSのANS'N ROLL（2007年、ラジオ大阪）
- VOICE CREW（2008年 - 2009年、NACK5系）
- SWITCH（2009年 - 2010年、bayfm）
- ポケクリ!ケータイ小説放送局（2009年、ラジオ大阪、アニメイトTV※）
- An's All StarsのX-tension radio（2009年、ニコニコアニメチャンネル※）
- 森久保祥太郎・寺島拓篤・梶裕貴 ★★★プロデュース（2009年 - 2011年、ラジオ大阪）

2010年代
- SWITCH! MIDNIGHT（2010年 - 2015年、bayfm）
- BAY LINE GO!GO!（2010年 - 2015年、bayfm）
- 森久保祥太郎&鈴木裕斗のShow★You アリ×ラジ（2010年 - 2011年、HiBiKi Radio Station※）
- 快感[TO]Night〜KENN and 森久保祥太郎〜（2011年 - 2012年、ニコニコ生放送※）
- Humanglobe Traveler（2011年 - 2012年、TOKYO FM）
- マヨナカ影ラジオ（2011年 - 2012年、音泉※・HiBiKi Radio Station※）
- 恋するチコ☆ニーニャ（2011年 - 2013年、アニメイトTV※）
- WEBらじお 葵座異聞録 〜漫遊の書〜（2011年 - 2012年、アニメイトTV※）
- 森久保祥太郎・浪川大輔 つまみは塩だけ（2013年 - 、ラジオ大阪・アニメイトTV※）
- 忍たまがラジオにやって来た!の段（2013年、NHKラジオ第1）
- 「弱虫ペダル」クライマーズレディオっショ!（2013年 - 2014年、音泉※）
- マヨナカ影ラジオ ザ・ゴールデン（2014年、音泉※・HiBiKi Radio Station※）
- 「弱虫ペダル」グランロードレディオっショ!（2014年 - 2015年、音泉※）
- KEIYOGINKO POWER COUNTDOWN JAPAN HOT 30（2015年 - 2017年、bayfm）
- The BAY☆LINE（2015年 - 2022年 、bayfm）
- レッツ&ゴー!!情報局 Radio Racers!!（2015年 - 2017年、HiBiKi Radio Station※）
- ラジオ「ハンドシェイカー」〜マキハラダヨ!全員集合!!（2017年、アニメイトタイムズ※）
- バズザックファクトリー（2018年 - 、bayfm）
- &CAST!!!アワー ラブナイツ!（2018年 - 2020年、文化放送）
- 森久保祥太郎 presents IRONBUNNY'S ROCK ROCKER ROCKEST（2019年 - 2021年、文化放送）

2020年代
- 森久保祥太郎の今週わず（2022年 - 、bayfm）

### DJCD
- アニ店特急2009夏 池袋便
- DJCD あまつきやみつきラジオ 第二巻
- ラジオCD「立ち上がれ!僕らのヴァンガード」 Vol.3（ゲスト）
- DJCD『ヤマノテステーション』Record.I
- 薄桜鬼WEBラジオ 新選組通信録 第一・二・十集
- 薄桜鬼WEBラジオ 薄桜鬼集会 放送録 第一巻
- 「Vitamin」シリーズDJCD「私立聖帝学園放送部活動録」巻の弐
- Webらじお 葵座異聞録 DJCD〜双六の書〜
- マヨナカ影ラジオ Vol.1 - Vol.3
- 森久保祥太郎・寺島拓篤 ★★★プロデュース『テラモリ』
- 恋するチコ☆ニーニャ ラジオCDレディアップ!

### テレビ番組
※はインターネット配信。
- おはスタ（1998年 - 2004年、テレビ東京）怪人ゾナー
- ドーリィ☆バラエティ HYPER ViSUADOLL MOVIE（2008年 - 2009年、tvk・BIGLOBEストリーム）
- ビーズログTV 恋愛番長（2009年 - 2012年、ニコニコ動画※）
- 東京乙女レストラン（2015年、TOKYO MX）常磐有馬[321]
- OHA OHA アニキ（2017年 - 2018年、テレビ東京）ナレーター
- TALKING STAND MORINOTH（2017年 - 、ニコニコ生放送※）
- 笑アニさまがやってくる!（2018年、NHK総合）司会
- もりメシ（2019年、AGARUTV※）[322]
- 声優と夜あそび（2020年 - 、ABEMA※）
  - 声優と夜あそび2020 - 金曜日MC
  - 声優と夜あそび2021 - WEEKEND MC
  - 声優と夜あそび2022 - 水曜日MC
  - 声優と夜あそび2023 - ウォーカーズMC
  - 声優と夜あそび2024 - 水曜日MC
- さんま御殿 3時間SP 国民的声優!ルパン&ポケモン&ウマ娘! 元白鵬関&阿部一二三（2022年12月20日、日本テレビ）

### 映像商品
- Are you Alice? Sweet Tea Party 公開録音&ライブ－Honeyed invitation
- ライブビデオ JAPAN 乙女Festival
- ライブビデオ JAPAN 乙女Festival 2
- オトメイトパーティー♪2011・2012 DVD
- EVENT DVD ZIGZAG4
- スウィートジャンクション定休日劇場 練馬 たつの湯物語
- Twinkle Date いい汗かこうぜっ夏!
- ツダケンロードショーはてるまでラジオ 全国編 DVD
- テニスの王子様 100曲マラソン DVD
- テニスの王子様 OVA 全国大会完結記念『テニプリフェスタ09』
- テニプリフェスタ2011 in 武道館 DVD
- テニプリフェスタ2013 DVD
- ときめきメモリアル Girl’s Side 文化祭
- 薄桜鬼webラジオ 新選組通信出張版 上洛編、仙台編
- 薄桜鬼 感謝祭 〜新選組通信 出張版〜
- 薄桜鬼 〜桜の宴〜
- 薄桜鬼 桜の宴 2012・2013 DVD
- 幕末恋華 新選組 恋華の宴
- 幕末恋華 新選組 恋華の宴・舞
- LIVE PASTEL COLLECTION 2004・2005
- ビーズログTV 恋愛番長 Vol.1・2
- ビーズログTV 恋愛番長 二学期 国語・算数
- ビーズログTV 恋愛番長 二学期 保健・美術
- ビーズログTV 恋愛番長 三学期 朝礼・放課後
- ビーズログTV 恋愛番長 リターンズ 文化祭・体育祭
- ビーズログTV 恋愛番長 リターンズ 宿題・通知表
- VitaminZ〜大阪・初夏の陣〜イベント
- VitaminZ〜東京・盛夏の陣〜イベント
- VitaminXtoZ いくぜっ!究極（ハイパー）★エクスプロージョン
- 花の声優界! スター☆ボウリングシリーズ
  - 花の声優界! スター☆ボウリング プロダクション対抗ゲキ投SP
  - 花の声優界! スター☆ボウリング 新春から吠えて笑って大暴投SP
  - 花の声優界! スター☆ボウリング 人生投げずに玉投げて。みなさまのおかげサマーですSP
  - 花の声優界! スター☆ボウリング 天下分け目の春の陣! 富士山が境目ですSP

### テレビドラマ
- スターぼうず（2000年12月 - 2001年3月、アラン・アルト）
- 時空警察ヴェッカーシグナ（2007年7月 - 9月、織田優生 / 鬼蜘蛛）
- 声優探偵 #4（2021年3月、証言者 本人役）
- 着飾る恋には理由があって ＃8　(2021年6月8日、丹羽)

### Webドラマ
- ♯声だけ天使 #8（2018年3月5日、AbemaTV） - 腕を骨折してる患者 役
- ホメる男に知りたい女 第1話（2023年3月4日、TELASA） - 森久保祥太郎（本人） 役[323]

### 実写映画
- EAT&RUN（2001年、佐藤ディレクター）
- CROSS CHORD（2006年、ショウ）
- 時空警察ハイペリオン（2009年、織田優生 / 時空刑事オリオン）
- Wonderful World（2010年、中村良治）
- 神☆ヴォイス（2011年、小田晴矢）
- D5/5人の探偵（2018年、根木屋圭介 / Negi）

### 舞台
- 正義の掟（2002年9月）
- みまもり刑事 ザ・ネクストジェネレーション シリーズ
  - みまもり刑事 ザ・ネクストジェネレーション ドンマイ!（2003年9月）
  - みまもり刑事 ザ・ネクストジェネレーション ジャンボ!（2004年10月）
  - みまもり刑事Z フラッシュ!（2009年6月） - 日替わりゲスト
- PROPAGANDA STAGE キューポラのある街（2004年4月、東京芸術劇場小ホール1） - 克己役
- 北千住リバーサイドスパークスの奇蹟（2004年4月） - 三鷹役
- つぼみの日記。（2005年3月） - ジョージの声（声の出演）[324]
- 燃えてサムライ〜FINAL BURST〜（2007年5月）
- MASKED RIDER LIVE&SHOW 〜十年祭〜（2009年6月） - 見習い戦闘員ウー、ガニコウモル、ライオトルーパーの声
- 天聖八剣伝（2010年6月19日 - 27日、天王洲 銀河劇場） - 兼光役
- 5(FIVE)王子とさすらいの花嫁〜ニコニコニーコ・due〜（2012年9月1日 - 2012年9月9日、全労済ホール/スペース・ゼロ） - 王子役[325]
- 声優口演 ヴォイス・オブ・チャップリン VOICE of CHAPLIN（2013年3月29日 - 30日、赤坂ACTシアター）
- 激動-GEKIDO-（2013年8月23日 - 9月2日、新国立劇場 中劇場） - 若手小説家・津田役（※ダブルキャスト）
- AD-LIVE
  - AD-LIVE（2014年1月11日、一ツ橋ホール、共演：櫻井孝宏〉
  - AD-LIVE 2016（2016年9月11日、オリンパスホール八王子、共演:小野賢章、西山宏之、小山めぐみ、外崎友亮）
  - AD-LIVE 2017（2017年9月17日、オリンパスホール八王子、共演:豊永利行）
  - AD-LIVE 2018（2018年11月18日、ゼビオアリーナ仙台）
  - AD-LIVE ZERO（2019年9月21日、幕張国際研修センター、共演:仲村宗悟 / 2020年1月18日、幕張国際研修センター、共演:鈴村健一）
  - AD-LIVE 2020（2020年9月5日、森のホール21 大ホール、共演:八代拓）
  - AD-LIVE 2021（2021年9月26日、三郷市文化会館、共演:榎木淳弥）
  - AD-LIVE 2022（2022年8月28日、J:COMホール八王子、共演:逢坂良太、陳内将）
- BADASS PSY-KICKS!（2018年3月4日、六行会ホール） - 日替わりゲスト
- トランジット・コメディアンズのコント集（2018年8月4日 - 5日、博品館劇場） - 特別出演
- 絶響MUSICA THE STAGE（2020年7月8日 - 13日、俳優座劇場） - ラビー 役（声の出演）[326]
- 立て！マジンガーZ!!（2022年11月25日・12月1日・12月4日、こくみん共済 coop ホール／スペース・ゼロ） - 兜甲児 役[327][注 3]
- お暇をどうぞ（2024年11月14日 - 12月1日、シアターサンモール）[328][329]
- おとといの話（2025年3月30日、ニッショーホール）[330]

### パチンコ・パチスロ
- 鬼の城（キビツ）
- CR薄桜鬼 緋焔録（沖田総司）
- パチスロろくでなしBLUES/ぱちんこCRろくでなしBLUES（前田太尊）

### その他コンテンツ
- ウルフルV（ウルフルズのPV集。「ガッツだぜ!」に民衆として出演）
- 日清カップヌードル「FREEDOM-PROJECT」（カズマ）
- 森久保祥太郎+高橋広樹ビジュアルブック The Heart-beat（高橋広樹との合同写真集）
- SHOW DISK（デスクトップアクセサリ集）
- 東京国立博物館「対決 巨匠たちの日本美術」音声ガイド（快慶）
- フジテレビワンツーネクスト 番宣ナレーション
- 恋愛番長オフィシャルフォトブック
- Voice Cafe ft. 恋愛番長
- 「地球最古の恐竜展」音声ガイド
- サウンドロップシリーズ
  - サウンドロップコンパクト NARUTO 奈良シカマル
- スピーカー付きマスコットフィギュア「すぴこっと」 薄桜鬼 沖田総司
- 薄桜鬼 応援録 絆（チャリティCD）（沖田総司）
- 薄桜鬼 目覚まし時計（沖田総司）
- 天使の目覚し時計homme 森久保祥太郎ver.
- 富山県高岡市観光大使あみたん娘（阿弥貴）
- ナムコナンジャタウン モジャモジャ団（モジャヴ）
- サイボーグギタリスト Ediee Ironbunny〈IRONBUNNY〉の声[331]
- 福島県白河市の公認キャラクター「しらかわん」（CMショートアニメ「わんわん探犬隊」で主人公しらかわんの声を担当）
- ボイレピ♪ 朝ごはん #6 森久保祥太郎さんの声で作る「栄養満点うまだしおじや」（2020年）[332]

## ディスコグラフィ

### シングル
|      | 発売日         | タイトル         | 規格品番                | オリコン最高位 |
| ---- | -------------- | ---------------- | ----------------------- | -------------- |
| 1st  | 2001年6月20日  | The Answer       | CPDA-1016 （TGCS-1143） | 圏外           |
| 2nd  | 2002年10月2日  | begin the TRY    | AVCA-14479              | 圏外           |
| 3rd  | 2003年8月6日   | Lazy Mind        | CPDA-1022 （TGCS-1792） | 圏外           |
| 4th  | 2008年11月26日 | Ride Free        | LACM-4540               | 159位          |
| 5th  | 2009年5月13日  | Parallel World   | LACM-4608               | 126位          |
| 6th  | 2010年12月8日  | Stand down       | LACM-4770               | 84位           |
| 7th  | 2011年12月21日 | Mr.CLOWN         | LACM-4890               | 40位           |
| 8th  | 2013年11月20日 | CHAIN REACTION   | LACM-14152              | 45位           |
| 9th  | 2015年2月25日  | FOCUS            | LACM-14308              | 50位           |
| 10th | 2015年10月7日  | PHANTOM PAIN     | LACM-14386              | 39位           |
| 11th | 2016年12月7日  | TRUTH            | LACM-14561              | 60位           |
| 12th | 2017年11月29日 | FIRE             | LACM-14695              | 50位           |
| 13th | 2020年7月22日  | I'm Nobody       | LACM-24001              | 51位           |
| 14th | 2020年9月16日  | WAY OUT          | LACM-24017              | 48位           |
| 15th | 2021年1月27日  | LIGHT of JUSTICE | LACM-24076              | 73位           |

### アルバム

#### フルアルバム
|     | 発売日         | タイトル       | 規格品番                     | オリコン最高位 |
| --- | -------------- | -------------- | ---------------------------- | -------------- |
|     | 2001年7月18日  | 髄（Zui）      | CPCA-1054 (TGCS-1144）       | 圏外           |
| 1st | 2009年12月23日 | 叫〜kyo〜      | LACA-5961 （再発LACA-15028） | 236位          |
| 2nd | 2012年10月31日 | 凛〜rin〜      | LACA-15251                   | 36位           |
| 3rd | 2018年8月29日  | Enhanced Brain | LACA-15733                   | 44位           |
| 4th | 2022年11月30日 | X-FADE         | LACA-25012                   | 位             |

#### ミニアルバム
|     | 発売日        | タイトル                   | 規格品番   | オリコン最高位 |
| --- | ------------- | -------------------------- | ---------- | -------------- |
| 1st | 2014年5月28日 | TRIBALISM 〜sunrise side〜 | LACA-15403 | 24位           |
| 2nd | 2014年11月5日 | TRIBALISM 〜sunset side〜  | LACA-15449 | 30位           |

#### ベストアルバム
|     | 発売日        | タイトル                                      | 規格品番     | オリコン最高位 |
| --- | ------------- | --------------------------------------------- | ------------ | -------------- |
| 1st | 2018年8月29日 | 森久保祥太郎 BEST ALBUM〜髄から叫び凛と咲く〜 | LACA-9640〜2 | 43位           |

### タイアップ曲
| 楽曲             | タイアップ                                                                                | 時期   |
| ---------------- | ----------------------------------------------------------------------------------------- | ------ |
| The Answer       | テレビ東京系『たけしの誰でもピカソ』エンディングテーマ                                    | 2001年 |
| begin the TRY    | テレビアニメ『ロックマンエグゼ』エンディングテーマ                                        | 2002年 |
| Lazy Mind        | PS2ゲーム『ロックマンX7』エンディングテーマ                                               | 2003年 |
| Parallel World   | 映画『時空警察ハイペリオン』挿入歌 DVD『時空警察ハイペリオン 決着1989』オープニングテーマ | 2009年 |
| Home sweet home  | DVD『時空警察ハイペリオン 旅立2009』エンディングテーマ                                    | 2009年 |
| Never surrender  | 映画『時空警察ハイペリオン』オープニングテーマ                                            | 2009年 |
| FOCUS            | テレビアニメ『牙狼〈GARO〉-炎の刻印-』エンディングテーマ                                  | 2015年 |
| TRUTH            | PS Vitaゲーム『SideKicks!』オープニングテーマ                                             | 2016年 |
| CANVAS           | PS Vitaゲーム『SideKicks!』エンディングテーマ                                             | 2016年 |
| I'm Nobody       | テレビアニメ『天晴爛漫!』エンディングテーマ                                               | 2020年 |
| LIGHT of JUSTICE | テレビアニメ『魔術士オーフェンはぐれ旅 キムラック編』オープニングテーマ                   | 2021年 |
| HYSTERIC CARAVAN | テレビアニメ『魔術士オーフェンはぐれ旅 アーバンラマ編』オープニングテーマ                 | 2023年 |

### 映像作品
|     | 発売日        | タイトル                                              | 規格品番    |
| --- | ------------- | ----------------------------------------------------- | ----------- |
| 1st | 2003年9月25日 | Showtaro Morikubo LIVE TOUR '01 臆病者のG行為         | CPBA-1001   |
| 2nd | 2013年12月4日 | 森久保祥太郎 LIVE TOUR 2013 心・裸・晩・唱 PHASE 3    | LABM-7136   |
| 3rd | 2014年12月3日 | 森久保祥太郎 LIVE TOUR 2014 〜心・裸・晩・唱〜 PHASE4 | LABM-7159   |
| 4th | 2016年3月23日 | 森久保祥太郎 LIVE TOUR 2015 心・裸・晩・唱 〜PHASE5〜 | LABM-7183   |
| 5th | 2016年12月7日 | 森久保祥太郎 LIVE TOUR 2016 心・裸・晩・唱 〜PHASE6〜 | LABM-7206/7 |

### 企画モノ・ユニット
- A・G・A・S/dream power 翼なき者たちへ（Single）
- 神様お願い（Jeminy!Jeans Rice!/浅野真澄・福井裕佳梨とのユニット）
- 象南波羅〜ゾナパラ〜WHY!パラパラ・リミックス（怪人ゾナー）（Single）
- ハイビーム（TRIBE/森久保祥太郎×寺島拓篤×梶裕貴）（Single）
  - ハイビーム（ドーリィ☆バラエティ HYPER ViSUADOLLMOVIE OP）
  - Whenever I go（森久保祥太郎名義）
- うるるんクエスト恋遊記オリジナルサウンドトラック（森久保祥太郎名義）（Album/2曲のみ）
  - 霧の向こうで（FULL SIZE VERSION）
  - 目覚めたら...（FULL SIZE VERSION）
- おろしたてミュージカル 練馬大根ブラザーズ（Single）
  - マ・ジ・ヤ・バ（松崎しげる、森久保祥太郎、松本彩乃）
  - ベリマッ!
- コンプレックス192（森久保祥太郎名義）（Album/ドラマCD）
  - PASSION!〜情熱が刺激を求めてる〜
- Brand-new ∞ JUNCTION（森久保祥太郎、杉田智和、森田成一）（Single）
- 小さな光（関俊彦、森久保祥太郎）（Album/ドラマCD）

Cross Chord関連
- shootin’stars（Heart-beat/高橋広樹とのユニット）（Single）
- CONTINUED（Heart-beat）（Single）
- Hard Spirit（Heart-beat）（Album）
- SHOW（ショウ starring 森久保祥太郎）（Album）

### バンド
Mosquito Milk
- Monkey（Single）
  - 01. Monkey（ロックマンX5OP曲）
  - 02. 水の中（ロックマンX5ED曲）
- Space Surfer（Single）
  - 01. Space Surfer（スターぼうずOP）
  - 02. Sunny Day
  - 03. Free Jam Question

### キャラクターソング
| 発売日   | 商品名                                                                                               | 歌 | 楽曲 | 備考 |
| 1999年   | 1999年                                                                                               | 1999年 | 1999年 | 1999年 |
| -------- | --- | --- | --- | --- |
| 7月1日   | 超速スピナー LOOP&LOOP                                                                               | 堂本瞬一（森久保祥太郎） | 「LOOP&LOOP」 | テレビアニメ『超速スピナー』OPテーマ                                                                          |
| 2000年   | | | | |
| 12月6日  | 真・女神転生デビチル キャラクターズファイル1 甲斐刹那編                                              | 甲斐刹那（森久保祥太郎） | 「Invisible Hearts」 「Peace and Love」 | テレビアニメ『真・女神転生デビチル』関連曲                                                                    |
| 2001年   | | | | |
| 8月24日  | 新白雪姫伝説プリーティア オリジナルサウンドトラック Vol.2                                            | 豪（森久保祥太郎） | 「THE GREAT JOURNEY〜大航海〜」 | テレビアニメ『新白雪姫伝説プリーティア』関連曲                                                                |
| 2003年   | | | | |
| 2月21日  | GetBackers-奪還屋- TARGET G                                                                          | 天野銀次（森久保祥太郎） | 「Born again」 | テレビアニメ『GetBackers-奪還屋-』関連曲                                                                      |
| 7月25日  | GetBackers-奪還屋- オリジナルサウンドトラック2                                                       | 美堂蛮（神奈延年）、天野銀次（森久保祥太郎） | 「TWINS」 | テレビアニメ『GetBackers-奪還屋-』関連曲                                                                      |
| 11月6日  | ときめきメモリアル Girl's Side Clovers'Graffiti Vol.7 蒼樹千晴                                       | 蒼樹千晴（森久保祥太郎） | 「青い鳥にのせて」 | ゲーム『ときめきメモリアル Girl's Side』関連曲                                                                |
| 2004年   | | | | |
| 1月23日  | 魔探偵ロキ RAGNAROK キャラクターCD Vol.4                                                             | 鳴神（森久保祥太郎） | 「Get Serious! 〜太陽を掴め〜」 | テレビアニメ『魔探偵ロキ RAGNAROK』関連曲                                                                     |
| 3月14日  | ときめきメモリアル Girl's Side イメージソングコレクション 〜Be Mine〜                                | 三原色（三木眞一郎）、日比谷渉（山口勝平）、蒼樹千晴（森久保祥太郎） | 「大胆華恋」 「言葉にできないこの想い」 | ゲーム『ときめきメモリアル Girl's Side』関連曲                                                                |
| 5月26日  | テニスの王子様 THE BEST OF RIVAL PLAYERS XXI                                                         | 切原赤也（森久保祥太郎） | 「赤く染める月」 | テレビアニメ『テニスの王子様』関連曲                                                                          |
| 8月25日  | テニスの王子様 Wonderful days                                                                        | プルタブと缶 | 「Wonderful days」 「メラメラ」 | テレビアニメ『テニスの王子様』EDテーマ                                                                        |
| 2005年   | | | | |
| 7月21日  | スレイヤーズVSオーフェン 〜史上最悪の邂逅〜                                                          | オーフェン（森久保祥太郎） | 「Deep in the Darkest Blue」 | ドラマCD『スレイヤーズVSオーフェン 〜史上最悪の邂逅〜』イメージソング                                         |
| 7月26日  | テニスの王子様 応援歌 Gather                                                                         | 青と瓶と缶 | 「Gather」 | 劇場アニメ『テニスの王子様』応援歌                                                                            |
| 8月3日   | NARUTO音頭                                                                                           | うずまきナルト（竹内順子）、春野サクラ（中村千絵）、Rap&Chorus 奈良シカマル（森久保祥太郎） | 「NARUTO音頭」 「OH!ENKA」 | ラジオ『オー!NARUTOニッポン』より発生した楽曲                                                                 |
| 11月25日 | Memories Off #5とぎれたフィルム プレミアムコレクション2 Haruto                                       | 河合春人（森久保祥太郎） | 「空を見に行こう」 | PSゲーム『Memories Off #5とぎれたフィルム』関連曲                                                             |
| 2006年   | | | | |
| 1月20日  | そしてこの宇宙にきらめく君の詩 EDテーマ&イメージソング                                               | ギルス（森久保祥太郎） | 「OUR NEWS」 「little by little」 | ゲーム『そしてこの宇宙にきらめく君の詩』EDテーマ&イメージソング ラジオ「祥太郎・麻衣・CUREHOUSE」テーマソング |
| 5月25日  | そしてこの宇宙にきらめく君の詩 VOCAL&SOUNDTRACK 〜STARRY WORLD〜                                     | ギルス（森久保祥太郎） | 「OUR NEWS」 「little by little」 | ゲーム『そしてこの宇宙にきらめく君の詩』EDテーマ&イメージソング ラジオ「祥太郎・麻衣・CUREHOUSE」テーマソング |
| 6月15日  | Are you Alice? character vocal maxi LIDDELL.                                                         | 白ウサギ（森久保祥太郎） | 「LIDDELL.」 | ドラマCD『Are you Alice?』関連曲                                                                              |
| 7月20日  | 幕末恋華 新撰組 キャラクターソング&ドラマCD                                                          | 永倉新八（森久保祥太郎） | 「ツバサのうた」 | ゲーム『幕末恋華 新撰組』関連曲                                                                               |
| 2007年   | | | | |
| 2月22日  | そしてこの宇宙にきらめく君の詩 VOCAL COLLECTION                                                      | ギルス（森久保祥太郎） | 「OUR NEWS（Remix Ver.）」 「little by little（Remix Ver.）」 | ゲーム『そしてこの宇宙にきらめく君の詩』EDテーマ&イメージソング                                               |
| 3月21日  | ZERO ZANY.                                                                                           | ZERO（森久保祥太郎） | 「UNDER THE WORLD」 | ドラマCD『ZERO ZANY.』テーマソング                                                                            |
| 12月26日 | 時空警察ヴェッカーシグナ Phase.X                                                                     | 織田優生（森久保祥太郎） | 「sign」 | 特撮ドラマ『時空警察ヴェッカーシグナ』関連曲                                                                  |
| 12月26日 | 時空警察ヴェッカーシグナ Phase.X                                                                     | 織田優生（森久保祥太郎）、折尾光四郎（和田三四郎） | 「Who am I...?」 | 特撮ドラマ『時空警察ヴェッカーシグナ』関連曲                                                                  |
| 2008年   | | | | |
| 6月4日   | 雨のち虹色                                                                                           | 茂野吾郎（森久保祥太郎）×ザ・ルーズドッグス feat. 大黒摩季 | 「雨のち虹色 -MAJOR TV ON AIR Ver.-」 | テレビアニメ『メジャー 4th Season』EDテーマ                                                                   |
| 7月9日   | 素敵探偵ラビリンス 超人盤（ベスト）                                                                  | 信濃紫炎（森久保祥太郎） | 「I'm on Fire 〜紫に燃える炎〜」 | テレビアニメ『素敵探偵ラビリンス』関連曲                                                                      |
| 7月23日  | NARUTO ALL STARS                                                                                     | 奈良シカマル（森久保祥太郎） | 「流れ星〜shooting star〜」 「Re:member」 | テレビアニメ『NARUTO』主題歌カバーアルバム                                                                    |
| 7月23日  | テニスの王子様 切原赤也 1stシングル Time has come                                                    | 切原赤也（森久保祥太郎） | 「Time has come」 | テレビアニメ『テニスの王子様』関連曲                                                                          |
| 12月20日 | テニスの王子様 立海ヤング漢 1stシングル 業火絢爛                                                     | 立海ヤング漢 | 「業火絢爛」 | テレビアニメ『テニスの王子様』関連曲                                                                          |
| 2009年   | | | | |
| 1月24日  | Are you Alice? character vocal maxi THE END.                                                         | 白ウサギ（森久保祥太郎） | 「THE END.」 | ドラマCD『Are you Alice?』関連曲                                                                              |
| 7月1日   | 薄桜鬼 回奏録 上                                                                                     | 沖田総司（森久保祥太郎） | 「牙月」 | ゲーム『薄桜鬼 〜新選組奇譚〜』キャラクターイメージ曲                                                         |
| 8月5日   | VitaminZ キャラクターソングCD 多智花八雲&嶺アラタ編                                                  | 嶺アラタ（森久保祥太郎） | 「美術館[ミュージアム]へようこそ」 「Single Match」 | ゲーム『VitaminZ』関連曲                                                                                      |
| 10月21日 | テニスの王子様 立海ヤング漢 2ndシングル 終わらない愛                                                 | 立海ヤング漢 | 「終わらない愛」 | OVA『テニスの王子様 ANOTHER STORY 〜過去と未来のメッセージ Vol.2』EDテーマ                                    |
| 2010年   | | | | |
| 8月13日  | 1.5.8.-just one time-                                                                                | ココ（森久保祥太郎）&ハチ（森川智之） | 「ONE'S DRIVE 〜Go Ahead〜」 | ドラマCD『1.5.8.-just one time-』イメージソング                                                               |
| 11月10日 | テニスの王子様 立海ヤング漢 3rdシングル SOUL MATE                                                    | 立海ヤング漢 | 「SOUL MATE」 | テレビアニメ『テニスの王子様』関連曲                                                                          |
| 12月8日  | 恋愛番長『LOVE★Monster a GO!GO!』+α                                                                  | 番長（森久保祥太郎）feat.YASU（寺島拓篤） | 「LOVE★Monster a GO!GO!」 「LOVE★Monster a GO!GO!（番長 Solo Ver.）」 | ゲーム『恋愛番長 命短し、恋せよ乙女！ Love is Power』OPテーマ                                                 |
| 12月17日 | メジャー Perfect Song Collection                                                                     | 茂野吾郎 （森久保祥太郎） | 「心絵」 | OVA『メジャー』テーマソング                                                                                   |
| 2011年   | | | | |
| 2月23日  | バクマン。 KOOGY GET UP                                                                              | KOOGY（森久保祥太郎） | 「GET UP」 「EUPHORIA」 | テレビアニメ『バクマン。』挿入歌                                                                              |
| 4月6日   | TOKYOヤマノテBOYS 〜HONEY MILK DISC〜 愛の蜜                                                         | 二之宮悠斗（鈴村健一）、岬虎太郎（森久保祥太郎）、百瀬歩夢（代永翼） | 「愛の蜜（LOVE SYRUP）」 「愛の蜜（LOVE SYRUP）（虎太郎 Solo ver.）」 | PCゲーム『TOKYOヤマノテBOYS 〜HONEY MILK DISC〜』OPテーマ                                                     |
| 4月15日  | PSP Are you Alice? theme song maxi Alice?/Maris Stella                                               | 白ウサギ（森久保祥太郎） | 「Alice?」 | ゲーム『Are you Alice?』OPテーマ                                                                              |
| 5月11日  | TOKYOヤマノテBOYS 〜HONEY MILK DISC〜 キャラクターソング                                             | 岬虎太郎（森久保祥太郎） | 「恋愛Passionista!!!!」 | PCゲーム『TOKYOヤマノテBOYS 〜HONEY MILK DISC〜』関連曲                                                       |
| 5月31日  | チャリティCD EVER SMILE                                                                              | SHOW&KENNwith ALL FRIENDS（小野大輔、菅沼久義、野島健児、前野智昭、三浦祥朗、代永翼） | 「EVER SMILE」 | チャリティープロジェクト『Brand New Love』による東日本大震災復興支援楽曲                                      |
| 8月24日  | 文明開華 葵座異聞録 オリジナルサウンドトラック                                                       | 神鳴剣助（森久保祥太郎）、寿鬼格（鈴村健一） | 「葵ノ風〜雲流るる果てに〜」 | ゲーム『文明開華 葵座異聞録』OPテーマ                                                                         |
| 9月14日  | テニスの王子様 切原赤也 2ndシングル HIKARI                                                           | 切原赤也（森久保祥太郎） | 「HIKARI」 | OVA『テニスの王子様 ANOTHER STORY II〜アノトキノボクラ』EDテーマ                                              |
| 9月30日  | O*G*A 鬼ごっこロワイアル ドラマCD STEP.1 〜はじまりの季節〜                                          | 輝白SEVEN | 「GO HUNT!」 | ドラマCD『O*G*A 鬼ごっこロワイアル』テーマソング                                                              |
| 10月10日 | テニスの王子様 Brave heart                                                                           | テじゃ俺300 | 「テニプリ Fantastic Bazarのテーマ」 「Brave heart」 「TENNIVERSARY」 | 『テニスの王子様』関連曲                                                                                      |
| 10月14日 | Are you Alice? O.S.T. - GOOD LUCK, BYEBYE!!                                                          | 白ウサギ（森久保祥太郎） | 「wildest dream」 | ドラマCD『Are you Alice?』関連曲                                                                              |
| 11月26日 | ぬらりひょんの孫 〜千年魔京〜 キャラクターCDシリーズ 花開院竜二/花開院秋房                           | 花開院秋房（森久保祥太郎） | 「my shining sword」 | テレビアニメ『ぬらりひょんの孫 〜千年魔京〜』関連曲                                                           |
| 12月14日 | 快感[TO]Night オープニングテーマ                                                                     | SHOW（森久保祥太郎）&KEN（KENN） | 「電撃（サンダーボルト）LOVE」 「純愛狂騒曲（ラプソディ）」 「電撃（サンダーボルト）LOVE（SHOW VER.）」 「純愛狂騒曲（ラプソディ）（SHOW VER.）」                                                                | ニコ生『快感[TO]Night』テーマソング                                                                           |
| 12月21日 | うたの☆プリンスさまっ♪Debut ユニットドラマCD 嶺二&音也&トキヤ                                        | 寿嶺二（森久保祥太郎）、一十木音也（寺島拓篤）、一ノ瀬トキヤ（宮野真守） | 「ガムシャラROman☆Tic」 | ゲーム『うたの☆プリンスさまっ♪Debut』関連曲                                                                   |
| 12月28日 | 映画 神☆ヴォイス オリジナルサウンドトラック                                                          | 小田晴矢（森久保祥太郎） | 「ジュリアに傷心」 | 映画『神☆ヴォイス』関連曲                                                                                     |
| 2012年   | | | | |
| 1月11日  | O*G*A 鬼ごっこロワイアル ドラマCD STEP.3 〜はばたきの季節〜                                          | 桜ヶ樹歩（鈴村健一）、天道乱（森久保祥太郎） | 「名もなき虹」 | ドラマCD『O*G*A 鬼ごっこロワイアル』EDテーマ                                                                  |
| 1月25日  | 恋愛番長2 MidnightLesson!!! オリジナルサウンドトラック 〜月光伝説〜                                  | 番長（森久保祥太郎）feat.YASU（寺島拓篤） | 「月光伝説（MoonlightScadal）」 「NewColor」 「月光伝説（MoonlightScandal）（番長 Solo Ver.）」 「NewColor（番長 Solo Ver.）」                                                                                   | ゲーム『恋愛番長2 MidnightLesson!!!』OP&EDテーマ                                                              |
| 2月22日  | 新テニスの王子様 ENJOY                                                                               | 網球男児 | 「ENJOY」 | テレビアニメ『新テニスの王子様』EDテーマ                                                                      |
| 5月21日  | 文明開華 葵座異聞録 再演 早期購入特典CD オリジナルドラマ風CD「激・葵座碧色公演」                     | 神鳴剣助（森久保祥太郎）、寿鬼格（鈴村健一） | 「新・葵ノ風〜現世ゆめ芝居（うつつよゆめしばい）〜」 | ゲーム『文明開華 葵座異聞録 再演』OPテーマ                                                                    |
| 7月25日  | うたの☆プリンスさまっ♪ Shining All Star CD                                                           | 寿嶺二（森久保祥太郎）、黒崎蘭丸（鈴木達央）、美風藍（蒼井翔太）、カミュ（前野智昭） | 「QUARTET★NIGHT」 | ゲーム『うたの☆プリンスさまっ♪Debut』関連曲                                                                   |
| 7月25日  | VitaminZ Character Song CD 百歌繚乱 其の弐 〜八雲/アラタ〜                                           | 嶺アラタ（森久保祥太郎） | 「LOVE HUNTER」 | ゲーム『VitaminZ』関連曲                                                                                      |
| 8月22日  | うたの☆プリンスさまっ♪ アイドルソング 嶺二&藍                                                        | 寿嶺二（森久保祥太郎） | 「溺愛テンプテーション」 | ゲーム『うたの☆プリンスさまっ♪All Star』挿入歌                                                                |
| 8月22日  | VitaminZ Character Song CD 百歌繚乱 其の禄 〜VitaminZのテーマ〜                                      | A4+P2 | 「愛してるZ!!!!!!」 | ゲーム『VitaminZ』テーマソング                                                                                |
| 9月26日  | うたの☆プリンスさまっ♪ デュエットCD 嶺二&蘭丸/藍&カミュ                                              | 寿嶺二（森久保祥太郎）、黒崎蘭丸（鈴木達央） | 「RISE AGAIN」 | ゲーム『うたの☆プリンスさまっ♪All Star』挿入歌                                                                |
| 9月26日  | 超訳百人一首 うた恋い。1 Blu-ray/DVD 特典CD                                                          | 定家（梶裕貴）、業平（諏訪部順一）、陽成院（森久保祥太郎） | 「まほらま」 | テレビアニメ『超訳百人一首 うた恋い。』関連曲                                                                 |
| 10月3日  | 忍たま乱太郎 忍たまファミリー・ベストセレクション                                                    | 雑渡昆奈門（森久保祥太郎） | 「タソガレドキ」 | テレビアニメ『忍たま乱太郎』関連曲                                                                            |
| 11月14日 | うたの☆プリンスさまっ♪ シャッフルユニットCD 嶺二&音也                                                | 寿嶺二（森久保祥太郎）、一十木音也（寺島拓篤） | 「Hyper×Super×Lover☆」 | ゲーム『うたの☆プリンスさまっ♪All Star』関連曲                                                                |
| 11月21日 | カードファイト!! ヴァンガード アジアサーキット編 キャラクターソング vol.5 三和タイシ「ウェルカム！」 | 三和タイシ（森久保祥太郎） | 「ウェルカム！」 「I'm on your "Rear-Side"」 | テレビアニメ『カードファイト!! ヴァンガード アジアサーキット編』関連曲                                        |
| 2013年   | | | | |
| 3月27日  | ドラマ入りキャラソンCD 白虎隊 志士異聞記 音盤 其の弐                                                 | 鹿目千歳（森久保祥太郎）、才谷虎太朗（谷山紀章）、吾妻業平（立花慎之介） | 「桜華、散リ往ク頃」 | アプリ『白虎隊 志士異聞記』関連曲                                                                             |
| 3月27日  | 下天の華 キャラクターソング集                                                                        | 羽柴秀吉（森久保祥太郎） | 「恋ノ文」 | ゲーム『下天の華』関連曲                                                                                      |
| 6月26日  | うたの☆プリンスさまっ♪ マジLOVE2000% 1 Blu-ray/DVD 封入CD                                            | QUARTET NIGHT | 「ポワゾンKISS」 | テレビアニメ『うたの☆プリンスさまっ♪ マジLOVE2000%』関連曲                                                    |
| 9月18日  | TVアニメ『弱虫ペダル』キャラクターソングCD VOL.1                                                     | 巻島裕介（森久保祥太郎） | 「Long Way to Go」 | テレビアニメ『弱虫ペダル』関連曲                                                                              |
| 9月18日  | TVアニメ『弱虫ペダル』キャラクターソングCD VOL.1                                                     | 小野田坂道（山下大輝）&巻島裕介（森久保祥太郎） | 「もう少し、あと少し」 | テレビアニメ『弱虫ペダル』関連曲                                                                              |
| 9月26日  | PSPゲーム『-8（マイナスエイト）』主題歌「キミ専用(ONLY)HERO!!!」                                     | 風原麻耶（岡本信彦）、佐伯郁沙（野島健児）、倉持青葉（KENN）、都並音彦（下野紘）、虹丘リオン（木村良平）、樹茉莉男（宮田幸季）、宇多野准（小野友樹）、南錠景馬（森久保祥太郎）                                                                           | 「キミ専用(ONLY)HERO!!!」 「Beginning of Love」 | ゲーム『-8（マイナスエイト）』OP ED主題歌                                                                     |
| 10月30日 | シチュエーションCD+ダミーヘッド官能ソング SEVENTH HEAVEN VOL.7                                       | カナデ（森久保祥太郎） | 「NEVER∞EVER」 | ドラマCD『SEVENTH HEAVEN』関連曲                                                                              |
| 12月19日 | スマートフォンゲーム『オカルトメイデン』キャラクターソング・アルバム                                 | 弓削天陽（森久保祥太郎） | 「UnCommon SOUL」 | ゲーム『オカルトメイデン』関連曲                                                                              |
| 12月25日 | うたの☆プリンスさまっ♪ 劇団シャイニング『マスカレイドミラージュ』                                    | 寿嶺二（森久保祥太郎）、美風藍（蒼井翔太）、四ノ宮那月（谷山紀章） | 「マスカレイドミラージュ」 | 『うたの☆プリンスさまっ♪』関連曲                                                                              |
| 2014年   | | | | |
| 1月29日  | PSPゲーム『-8（マイナスエイト）』キャラクターデュエットソング集アルバム                              | 虹丘リオン（木村良平）、南錠景馬（森久保祥太郎） | 「同調MASS∞GAME」 | ゲーム『-8（マイナスエイト）』関連曲                                                                          |
| 3月19日  | カードファイトヴァンガードリンクジョーカー編キャラクターソングCD We Ride Everyday!!                  | 櫂トシキ（佐藤拓也）&三和タイシ（森久保祥太郎） | 「We Ride Everyday!!」 「フレンドシップ・オーバーロード」 | テレビアニメ『カードファイト!! ヴァンガード リンクジョーカー編』関連曲                                        |
| 4月23日  | プリティーリズム・レインボーライブ プリズム☆ミュージックコレクション                                 | DJ.COO（森久保祥太郎） | 「EZ DO DANCE -DJ.COO ver.-」 | テレビアニメ『プリティーリズム・レインボーライブ』挿入歌                                                      |
| 4月23日  | PSPゲーム『幕末Rock』主題歌CD Whats this?                                                            | 超魂團 | 「Whats this?」 | ゲーム『幕末Rock』主題歌                                                                                      |
| 4月30日  | うたの☆プリンスさまっ♪ アイドルソング 寿嶺二                                                         | 寿嶺二（森久保祥太郎） | 「愛しきひとへ」 「キスはウインクで」 | ゲーム『うたの☆プリンスさまっ♪ All Star After Secret』挿入歌                                                  |
| 5月21日  | TVアニメ『弱虫ペダル』第3クールOPテーマ Be As One                                                    | チーム総北 | 「Be As One」 「Dream Believer」 | テレビアニメ『弱虫ペダル』第3クールオープニングテーマ                                                         |
| 6月4日   | 幕末Rock 超絶頂（エクスタシー）★ソング                                                               | 桂小五郎（森久保祥太郎） | 「ハチノジディストーション」 「重力のない世界」 | ゲーム『幕末Rock』関連曲                                                                                      |
| 6月18日  | TVアニメ『弱虫ペダル』キャラクターソングCD VOL.8                                                     | 巻島裕介（森久保祥太郎）&東堂尽八（柿原徹也） | 「ベストライバル」 「Last Climb」 | テレビアニメ『弱虫ペダル』関連曲                                                                              |
| 7月24日  | 幕末Rock トライアングル★ロックンロール                                                               | 坂本龍馬（谷山紀章）、高杉晋作（鈴木達央）、桂小五郎（森久保祥太郎） | 「Rolling Thunder」 「INTERSECT」 「RIDE ON THE WAVE」 | ゲーム『幕末Rock』関連曲                                                                                      |
| 8月27日  | うたの☆プリンスさまっ♪ カルテットアイドルソング                                                      | QUARTET NIGHT | 「マリアージュ」 「You´re my life」 | ゲーム『うたの☆プリンスさまっ♪All Star After Secret』OP                                                       |
| 11月6日  | 幕末Rock 超魂 ミニアルバム                                                                           | 超魂團 | 「不完全パズル」 「WHITE」 | ゲーム『幕末Rock 超魂』関連曲                                                                                 |
| 2015年   | | | | |
| 2月25日  | DIABOLIK LOVERS DARK FATE「Guilty×Guilty!!!」                                                        | 月浪カルラ（森川智之）、月浪シン（森久保祥太郎） | 「S.O.S-AtoΩ-」 | ゲーム『DIABOLIK LOVERS DARK FATE』ED                                                                         |
| 6月3日   | うたの☆プリンスさまっ♪ マジLOVEレボリューションズ アイドルソング                                     | 寿嶺二（森久保祥太郎） | 「NEVER...」 「Hurray×2 ドリーマーズ」 | テレビアニメ『うたの☆プリンスさまっ♪ マジLOVEレボリューションズ』挿入歌                                       |
| 6月24日  | エボリューション・イヴ                                                                               | QUARTET NIGHT | 「エボリューション・イヴ」 「The dice are cast」 | テレビアニメ『うたの☆プリンスさまっ♪ マジLOVEレボリューションズ』挿入歌                                       |
| 6月26日  | 東京乙女レストラン DVD第1巻アニメイト限定版特典CD                                                    | 常磐有馬（森久保祥太郎）、門倉茜（花江夏樹） | 「東京乙女レストラン」 | テレビ『東京乙女レストラン』主題歌                                                                            |
| 8月19日  | DIABOLIK LOVERS Bloody Songs -SUPER BEST II- 月浪家ver                                               | 月浪カルラ（森川智之）、月浪シン（森久保祥太郎） | 「血戦のDies irae」 | 『DIABOLIK LOVERS』関連曲                                                                                     |
| 9月11日  | 永久パラダイス                                                                                       | B-PROJECT | 「永久パラダイス」 | 『B-PROJECT』関連曲                                                                                           |
| 10月14日 | ☆SHOW TIME 2☆華桜会&鳳樹                                                                             | 華桜会 | 「我ら、綾薙学園華桜会」 | テレビアニメ『スタミュ』劇中歌                                                                                |
| 11月25日 | Glory Upper                                                                                          | MooNs | 「Glory Upper」 「Over The Rainbow」 「永久パラダイス(MooNs Ver.)」 | 『B-PROJECT』関連曲                                                                                           |
| 12月16日 | DIABOLIK LOVERS VERSUS SONG Requiem（2）Bloody Night Vol.III カルラVSシン                            | 月浪カルラ（森川智之）、月浪シン（森久保祥太郎） | 「Operation X」 「Operation X -シン Ver-」 | 『DIABOLIK LOVERS』関連曲                                                                                     |
| 2016年   | | | | |
| 1月27日  | あんさんぶるスターズ！ ユニットソングCD Vol.8 Trickstar                                              | Trickstar | 「Rebellion Star」 「CHERRY HAPPY STREAM」 | ゲーム『あんさんぶるスターズ！』関連曲                                                                        |
| 3月23日  | soleil                                                                                               | Twinkle Bell | 「ミラクル☆トゥインクル」 「Just one kis」 | ゲーム『アイ★チュウ』関連曲                                                                                   |
| 4月6日   | Brand New Star                                                                                       | MooNs | 「Brand New Star」 「ラブ☆レボリュ」 | 『B-PROJECT』関連曲                                                                                           |
| 6月1日   | Code:Realize 〜創世の姫君〜 Character CD vol.4 インピー・バービケーン                                | インピー・バービケーン（森久保祥太郎） | 「Trip to the moon」 | ゲーム『Code:Realize 〜創世の姫君〜』関連曲                                                                   |
| 7月6日   | 鼓動*アンビシャス                                                                                    | B-PROJECT | 「鼓動*アンビシャス」 | テレビアニメ『B-PROJECT〜鼓動*アンビシャス〜』オープニングテーマ                                              |
| 7月27日  | 星と月のセンテンス                                                                                   | MooNs | 「夢見るPOWER」 | テレビアニメ『B-PROJECT〜鼓動*アンビシャス〜』挿入歌                                                          |
| 11月30日 | B-PROJECT〜鼓動*アンビシャス〜 BD・DVD第4巻特典CD                                                    | 王茶利暉（森久保祥太郎） | 「ありがとうのHarmony」 | テレビアニメ『B-PROJECT〜鼓動*アンビシャス〜』関連曲                                                          |
| 12月21日 | 無敵*デンジャラス                                                                                    | B-PROJECT | 「無敵*デンジャラス」 | ゲーム『B-PROJECT 無敵*デンジャラス』オープニングテーマ                                                       |
| 12月21日 | 無敵*デンジャラス                                                                                    | B-PROJECT | 「永久パラダイス」 | 『B-PROJECT』関連曲                                                                                           |
| 12月21日 | God’s S.T.A.R.                                                                                       | QUARTET NIGHT | 「God’s S.T.A.R.」 「KIZUNA」 | テレビアニメ『うたの☆プリンスさまっ♪ マジLOVEレジェンドスター』挿入歌                                         |
| 2017年   | | | | |
| 1月11日  | DVD&Blu-ray「うたの☆プリンスさまっ♪マジLOVE レジェンドスター 1」特典CD                               | ST☆RISH、QUARTET NIGHT、HE★VENS | 「夢を歌へと…！」 | テレビアニメ『うたの☆プリンスさまっ♪ マジLOVEレジェンドスター』挿入歌                                         |
| 1月18日  | SUMMER MERMAID                                                                                       | MooNs | 「SUMMER MERMAID」 「パノラマ」 | 『B-PROJECT』関連曲                                                                                           |
| 1月25日  | あんさんぶるスターズ！ ユニットソングCD 2ndシーズン Vol.10 Trickstar                                 | Trickstar | 「HEART→BEATER!!!!」 「虹色のSeasons」 | ゲーム『あんさんぶるスターズ！』関連曲                                                                        |
| 3月22日  | glace                                                                                                | Twinkle Bell | 「メカニカル☆ラブ」 「ちゃちゃ めっちゃ I love you」 | ゲーム『アイ★チュウ』関連曲                                                                                   |
| 5月10日  | ☆2nd SHOW TIME 6☆ 前・華桜会&暁×楪×漣                                                                | 華桜会 | 「WONDERFUL WONDER!」 | テレビアニメ『スタミュ』第2期挿入歌                                                                           |
| 5月10日  | ☆2nd SHOW TIME 6☆ 前・華桜会&暁×楪×漣                                                                | 暁鏡司（森久保祥太郎）、楪・C・リオン（鳥海浩輔）、漣朔也（羽多野渉） | 「A DAY IN THE DREAM」 | テレビアニメ『スタミュ』第2期関連曲                                                                           |
| 5月17日  | うたの☆プリンスさまっ♪アイドルソング 嶺二&カミュ                                                     | 寿嶺二（森久保祥太郎）、カミュ（前野智昭） | 「KILLER KISS」 | ゲーム『うたの☆プリンスさまっ♪』関連曲                                                                        |
| 5月17日  | うたの☆プリンスさまっ♪アイドルソング 嶺二&カミュ                                                     | 寿嶺二（森久保祥太郎） | 「オン・ユア・マーク！」 | ゲーム『うたの☆プリンスさまっ♪』関連曲                                                                        |
| 6月21日  | ☆2nd SHOW TIME 12☆ team鳳&team柊&揚羽×蜂矢×北原×南條&オールキャスト                                  | オールキャスト | 「Gift 〜カーテンコール〜」 | テレビアニメ『スタミュ』第2期挿入歌                                                                           |
| 6月21日  | アイ★チュウ 〜シャッフルユニットミニアルバム〜                                                       | 野生児 | 「Do!Do!Journey」 | ゲーム『アイ★チュウ』関連曲                                                                                   |
| 7月19日  | S級パラダイス WHITE                                                                                  | B-PROJECT | 「S級パラダイス」 | 『B-PROJECT』関連曲                                                                                           |
| 7月19日  | S級パラダイス WHITE                                                                                  | MooNs | 「PRAY FOR...」 | 『B-PROJECT』関連曲                                                                                           |
| 11月15日 | うたの☆プリンスさまっ♪ Shining LiveテーマソングCD                                                    | 寿嶺二（森久保祥太郎）、黒崎蘭丸（鈴木達央）、美風藍（蒼井翔太）、カミュ（前野智昭） | 「FORCE LIVE」 | ゲーム『うたの☆プリンスさまっ♪ Shining Live』テーマソング                                                     |
| 12月6日  | あんさんぶるスターズ！ ユニットソングCD 3rd Vol.10 Trickstar                                         | Trickstar | 「BREAKTHROUGH!」 「DIAMOND SUMMER」 | ゲーム『あんさんぶるスターズ！』関連曲                                                                        |
| 2018年   | | | | |
| 1月17日  | うたの☆プリンスさまっ♪ Shining Masterpiece Show Lost Alice                                           | 寿嶺二（森久保祥太郎）、黒崎蘭丸（鈴木達央）、聖川真斗（鈴村健一）、四ノ宮那月（谷山紀章） | 「Lost Alice」 | 『うたの☆プリンスさまっ♪』関連曲                                                                              |
| 1月24日  | ボーイフレンド（仮）プロジェクト ミュージックアルバム 藤城学園 #02                                   | vanitas | 「Terminus」 | ゲーム『ボーイフレンド（仮）きらめき☆ノート』関連曲                                                           |
| 4月4日   | fleur                                                                                                | Twinkle Bell | 「カンフーガール」 | ゲーム『アイ★チュウ』関連曲                                                                                   |
| 5月16日  | GO AROUND                                                                                            | MooNs | 「GO AROUND」 | 『B-PROJECT』関連曲                                                                                           |
| 5月16日  | GO AROUND                                                                                            | 王茶利暉（森久保祥太郎） | 「Let's have Fun♪」 | 『B-PROJECT』関連曲                                                                                           |
| 6月27日  | 俺ジナルソングス                                                                                     | 矢茂小波（森久保祥太郎）、妖魔（渋谷彩乃） | 「恋のシャウト・イズ・ナンバーワン！」 | テレビアニメ『魔法少女 俺』関連曲                                                                             |
| 6月27日  | Code:Realize 〜創世の姫君〜 キャラクターソングミニアルバム                                           | インピー・バービケーン（森久保祥太郎） | 「Fly me so high!!」 | テレビアニメ『Code:Realize 〜創世の姫君〜』関連曲                                                             |
| 7月16日  | 快感エブリディ                                                                                       | B-PROJECT | 「快感エブリディ」 「After all this time」 | 『B-PROJECT』関連曲                                                                                           |
| 8月1日   | FLY TO THE FUTURE                                                                                    | QUARTET NIGHT | 「FLY TO THE FUTURE」 「THE WORLD IS MINE」 | 劇場アニメ『劇場版 うたの☆プリンスさまっ♪ マジLOVEキングダム』挿入歌                                          |
| 11月21日 | うたの☆プリンスさまっ♪Eternal Song CD「雪月花」                                                      | 一十木音也（寺島拓篤）、聖川真斗（鈴村健一）、四ノ宮那月（谷山紀章）、一ノ瀬トキヤ（宮野真守）、神宮寺レン（諏訪部順一）、来栖翔（下野紘）、愛島セシル（鳥海浩輔）、寿嶺二（森久保祥太郎）、黒崎蘭丸（鈴木達央）、美風藍（蒼井翔太）、カミュ（前野智昭） | 「雪月花」 | ゲーム『うたの☆プリンスさまっ♪』関連曲                                                                        |
| 2019年   | | | | |
| 1月30日  | うたの☆プリンスさまっ♪ マジLOVEキングダム スペシャルユニットドラマCD レン・嶺二・綺羅                | 神宮寺レン（諏訪部順一）、寿嶺二（森久保祥太郎）、皇綺羅（小野大輔） | 「相愛トロイメライ」 | 劇場アニメ『劇場版 うたの☆プリンスさまっ♪ マジLOVEキングダム』挿入歌                                          |
| 1月30日  | 絶頂*エモーション                                                                                    | B-PROJECT | 「絶頂*エモーション」 | テレビアニメ『B-PROJECT〜絶頂*エモーション〜』オープニングテーマ                                              |
| 1月30日  | 絶頂*エモーション                                                                                    | B-PROJECT | 「光と影の時結ぶ」 | テレビアニメ『B-PROJECT〜絶頂*エモーション〜』エンディングテーマ                                              |
| 3月20日  | アイ★チュウ BEST ALBUM アイ盤                                                                        | Twinkle Bell | 「誓いのサンタクロース」 | ゲーム『アイ★チュウ』関連曲                                                                                   |
| 4月24日  | あんさんぶるスターズ！アルバムシリーズ Trickstar                                                     | Trickstar | 「Rebellion Star（ALBUM Mix）」 「HEART→BEATER!!!!（ALBUM Mix）」 「虹色のSeasons（ALBUM Mix）」 「Welcome to the Trickstar Night☆」 「CHERRY HAPPY STREAM（ALBUM Mix）」 「Infinite Star」 「ONLY YOUR STARS!」 | ゲーム『あんさんぶるスターズ！』関連曲                                                                        |
| 4月24日  | あんさんぶるスターズ！アルバムシリーズ Trickstar                                                     | 遊木真（森久保祥太郎） | 「Walking On My Sunny Road」 | ゲーム『あんさんぶるスターズ！』関連曲                                                                        |
| 6月5日   | Million Secrets                                                                                      | Proud of Surf Junkie | 「Million Secrets」 「Ever Glorious」 「Ride the WAVE!! - Proud of Surf Junkie Ver. -」 | 『WAVE!!』関連曲                                                                                              |
| 6月21日  | Ride the WAVE!!                                                                                      | 波乗りボーイズ | 「Ride the WAVE!!」 | 『WAVE!!』関連曲                                                                                              |
| 6月26日  | B-PROJECT〜絶頂*エモーション〜 BD・DVD第4巻特典CD                                                    | MooNs | 「光と影の時結ぶ」 | テレビアニメ『B-PROJECT〜絶頂*エモーション〜』エンディングテーマ                                              |
| 6月26日  | B-PROJECT〜絶頂*エモーション〜 BD・DVD第4巻特典CD                                                    | MooNs | 「STARTIN' SHINY FANTASY」 | テレビアニメ『B-PROJECT〜絶頂*エモーション〜』挿入歌                                                          |
| 6月26日  | B-PROJECT〜絶頂*エモーション〜 BD・DVD第4巻特典CD                                                    | キタコレ、MooNs | 「Unite Contrast」 | テレビアニメ『B-PROJECT〜絶頂*エモーション〜』挿入歌                                                          |
| 8月14日  | Stars' Ensemble!                                                                                     | 夢ノ咲ドリームスターズ | 「Stars' Ensemble!」 | テレビアニメ『あんさんぶるスターズ！』オープニングテーマ                                                      |
| 8月28日  | B-PROJECT〜絶頂*エモーション〜 BD・DVD第6巻特典CD                                                    | B-PROJECT | 「あえて言葉にするなら」 | テレビアニメ『B-PROJECT〜絶頂*エモーション〜』挿入歌                                                          |
| 8月28日  | うたの☆プリンスさまっ♪ Shining Live テーマソングCD2                                                  | 寿嶺二（森久保祥太郎）、黒崎蘭丸（鈴木達央）、美風藍（蒼井翔太）、カミュ（前野智昭） | 「DANCING OVER NIGHT」 | ゲーム『うたの☆プリンスさまっ♪ Shining Live』テーマソング                                                     |
| 8月28日  | あんさんぶるスターズ！ EDテーマ集 vol.1                                                              | Trickstar | 「1st SING-ALONG☆」 | テレビアニメ『あんさんぶるスターズ！』エンディングテーマ                                                      |
| 11月6日  | ラフラフ！-laugh life- 2nd Round                                                                     | Ridiculs | 「Happy!? Life」 | 『ラフラフ！-laugh life-』関連曲                                                                              |
| 11月6日  | せいぜいがんばれ！魔法少女くるみ Blu-ray 2 「魔法少女くるみ」超音楽集                                | パイレイト（森久保祥太郎） | 「暗黒ホエールズ社歌」 | Webアニメ『せいぜいがんばれ!魔法少女くるみ』関連曲                                                            |
| 11月27日 | Dancing Dancing                                                                                      | MooNs | 「Dancing Dancing」 「ココロの地図」 | 『B-PROJECT』関連曲                                                                                           |
| 12月11日 | キセキ                                                                                               | Trickstar | 「キセキ」 | テレビアニメ『あんさんぶるスターズ！』オープニングテーマ                                                      |
| 12月25日 | 劇場版 うたの☆プリンスさまっ♪ マジLOVEキングダム BD・DVD特典CD                                       | ST☆RISH、QUARTET NIGHT、HE★VENS | 「マジLOVEキングダム」 「Welocme to UTA☆PRI KINGDOM!!」 | 劇場アニメ『劇場版 うたの☆プリンスさまっ♪ マジLOVEキングダム』挿入歌                                          |
| 2020年   | | | | |
| 2月26日  | あんさんぶるスターズ！ オリジナルサウンドトラック                                                    | Trickstar、Eden | 「キセキ」 | テレビアニメ『あんさんぶるスターズ！』オープニングテーマ                                                      |
| 3月18日  | マジカル LOVE ポーション！                                                                           | アイチュウリーダーズ | 「マジカル LOVE ポーション！」 | ゲーム『アイ★チュウ Étoile Stage』主題歌                                                                      |
| 3月25日  | KING of CASTE〜Bird in the Cage〜                                                                    | B-PROJECT | 「Who is the King?」 | ドラマCD『KING of CASTE〜Bird in the Cage〜』挿入歌                                                           |
| 3月25日  | KING of CASTE〜Bird in the Cage〜 鳳凰学園高校ver.                                                   | 鳳凰学園高校 | 「Catharsis」 | ドラマCD『KING of CASTE〜Bird in the Cage〜』挿入歌                                                           |
| 3月25日  | オフィオーレの晩鐘 Character CD Vol.2 ギルバート・レッドフォード                                     | ギルバート・レッドフォード（森久保祥太郎） | 「Final Bets」 | ゲーム『ピオフィオーレの晩鐘』関連曲                                                                          |
| 4月15日  | うたの☆プリンスさまっ♪Another World〜WHITE&BLACK〜 テーマソングCD                                    | BLACK DEJAVU | 「BLACK DEJAVU」 | イベント『うたの☆プリンスさまっ♪Another World〜WHITE&BLACK〜』テーマソング                                    |
| 5月22日  | 俺様レジデンス ―LOVE or FATE― 霧下真尋キャラクターソング                                             | 霧下真尋（森久保祥太郎） | 「Innocence」 | 俺様レジデンス ―LOVE or FATE― 霧下真尋キャラクターソング                                                      |
| 5月27日  | あんさんぶるスターズ!! ESアイドルソング season1 Trickstar                                            | Trickstar | 「BIGBANG REFLECTION!!」 「BRAND NEW STARS!!」 | ゲーム『あんさんぶるスターズ!!』関連曲                                                                        |
| 8月26日  | BRAND NEW STARS!!                                                                                    | ESオールスターズ | 「BRAND NEW STARS!!」 | ゲーム『あんさんぶるスターズ!!』主題歌                                                                        |
| 8月26日  | BRAND NEW STARS!!                                                                                    | ESオールスターズ | 「Walk with your smile」 | ゲーム『あんさんぶるスターズ!!』関連曲                                                                        |
| 9月16日  | SUPER STAR/THIS IS...!/Genesis HE★VENS                                                               | 寿嶺二（森久保祥太郎）、黒崎蘭丸（鈴木達央）、美風藍（蒼井翔太）、カミュ（前野智昭） | 「THIS IS...!」 | 『うたの☆プリンスさまっ♪』関連曲                                                                              |
| 10月7日  | LOVE JACKAL 君だけ E.P.                                                                              | LOKI.（森久保祥太郎） | 「READY STEADY GO」 | 『パラホス』関連曲                                                                                            |
| 10月14日 | 伝説のサーフプリンス                                                                                 | 波乗りボーイズ | 「伝説のサーフプリンス」 | 劇場アニメ『WAVE!!〜サーフィンやっぺ!!〜』オープニングテーマ                                                  |
| 10月14日 | 伝説のサーフプリンス                                                                                 | 波乗りボーイズ | 「SURFDAYS」 | NSA公認サーフィン応援ソング                                                                                   |
| 10月28日 | 幕末Rock虚魂ドラマCD第1幕 超魂再臨!!                                                                 | 超魂團 | 「CAME BACK」 | 『幕末Rock 虚魂』関連曲                                                                                       |
| 12月2日  | Supernova                                                                                            | B-PROJECT | 「Supernova Explosion」 | 『B-PROJECT』関連曲                                                                                           |
| 12月2日  | Supernova 特務部第壱翼竜隊ver.                                                                       | 特務部第壱翼竜隊 | 「創世Prelude」 | 『B-PROJECT』関連曲                                                                                           |
| 12月2日  | ラフラフ！-Laugh Life- Final Round                                                                   | Geraxy、Ridiculs、Corner Craver | 「Laugh or Die」 | 『ラフラフ！-laugh life-』関連曲                                                                              |
| 12月23日 | OUVERTURE                                                                                            | Twinkle Bell | 「永遠Travelers 〜ヒカリノアシタヘ〜」 | ゲーム『アイ★チュウ Étoile Stage』関連曲                                                                      |
| 12月23日 | OUVERTURE 初回限定盤                                                                                 | アイチュウリーダーズ | 「マジカル LOVE ポーション！」 | ゲーム『アイ★チュウ Étoile Stage』関連曲                                                                      |
| 12月25日 | 幕末Rock虚魂ドラマCD第2幕 黄泉歌聖そしてクライマックスへ                                             | 超魂團 | 「harmonize」 | 『幕末Rock 虚魂』関連曲                                                                                       |
| 2021年   | | | | |
| 1月6日   | Non stop fallin' love                                                                                | MooNs | 「Non stop fallin' love」 「鏡のマスカレード」 | 『B-PROJECT』関連曲                                                                                           |
| 1月8日   | KING OF PRISM BEST ALBUM "Music Goes On!"                                                            | DJ.COO（森久保祥太郎）、仁科カヅキ（増田俊樹）、大和アレクサンダー（武内駿輔）、香賀美タイガ（畠中祐） | 「EZ DO DANCE -STREET BATTLE ver.-」 | 『KING OF PRISM』シリーズ関連曲                                                                               |
| 1月20日  | 刺激サーファーボーイ！/One more chance, One Ocean                                                    | 波乗りボーイズ | 「刺激サーファーボーイ！」 | テレビアニメ『WAVE!!〜サーフィンやっぺ!!〜』オープニングテーマ                                                |
| 1月20日  | 刺激サーファーボーイ！/One more chance, One Ocean                                                    | 波乗りボーイズ | 「One more chance, One Ocean」 | テレビアニメ『WAVE!!〜サーフィンやっぺ!!〜』エンディングテーマ                                                |
| 1月27日  | あんさんぶるスターズ!! シャッフルユニットソングコレクション vol.01                                   | XXVeil | 「Midnight Butlers」 | ゲーム『あんさんぶるスターズ!!』関連曲                                                                        |
| 2月10日  | うたの☆プリンスさまっ♪ アイドルソング寿 嶺二                                                         | 寿嶺二（森久保祥太郎） | 「Alright, All night」 「Timepiece」 | 『うたの☆プリンスさまっ♪』関連曲                                                                              |
| 2月24日  | Alone with …                                                                                         | Proud of Surf Junkie | 「One more chance, One Ocean」 | テレビアニメ『WAVE!!〜サーフィンやっぺ!!〜』エンディングテーマ                                                |
| 2月24日  | Alone with …                                                                                         | Proud of Surf Junkie | 「Alone with …」 「SURFDAYS」 | アニメ『WAVE!!〜サーフィンやっぺ!!〜』関連曲                                                                  |
| 2月24日  | 一番星                                                                                               | アイチュウ | 「一番星の歌〜未来のレジェンド伝説〜」 | テレビアニメ『アイ★チュウ』オープニングテーマ                                                                 |
| 2月24日  | 一番星                                                                                               | アイチュウリーダーズ | 「Rainbow☆Harmony」 | テレビアニメ『アイ★チュウ』オープニングテーマ                                                                 |
| 2月24日  | 一番星                                                                                               | アイチュウリーダーズ | 「Singing! Swinging!」 | テレビアニメ『アイ★チュウ』エンディングテーマ                                                                 |
| 3月24日  | パラホス MEGA-MIX                                                                                    | パラホスDREAM LOVE&JEALOUS | 「BEAT OF THE RISING SUN」 「スペシャルMEGA MIX（P's LIVE! -Boys Side- ver.）」 | 『パラホス』関連曲                                                                                            |
| 3月24日  | パラホス MEGA-MIX                                                                                    | LOKI.（森久保祥太郎） | 「NIGHT OF FIRE」 | 『パラホス』関連曲                                                                                            |
| 6月2日   | うたの☆プリンスさまっ♪10th Anniversary CD                                                            | 寿嶺二（森久保祥太郎）、黒崎蘭丸（鈴木達央）、美風藍（蒼井翔太）、カミュ（前野智昭） | 「QUARTET CROWN」 | 『うたの☆プリンスさまっ♪』関連曲                                                                              |
| 6月23日  | FUSIONIC STARS!!                                                                                     | ESオールスターズ | 「FUSIONIC STARS!!」 | ゲーム『あんさんぶるスターズ!!』関連曲                                                                        |
| 8月25日  | うたの☆プリンスさまっ♪Shining All Star CD3                                                           | 寿嶺二（森久保祥太郎）、黒崎蘭丸（鈴木達央）、美風藍（蒼井翔太）、カミュ（前野智昭） | 「Ready Steady Race!」 | 『うたの☆プリンスさまっ♪』関連曲                                                                              |
| 10月23日 | あんさんぶるスターズ!! FUSION UNIT SERIES 04 Trickstar × fine                                        | Trickstar、fine | 「Crossing×Heart」 | ゲーム『あんさんぶるスターズ!!』関連曲                                                                        |
| 10月23日 | あんさんぶるスターズ!! FUSION UNIT SERIES 04 Trickstar × fine                                        | Trickstar | 「FUSIONIC STARS!!」 | ゲーム『あんさんぶるスターズ!!』関連曲                                                                        |
| 10月27日 | 流星*ファンタジア                                                                                    | B-PROJECT | 「流星*ファンタジア」 「Blue period」 「Seize your light」 | ゲーム『B-PROJECT 流星*ファンタジア』主題歌                                                                   |
| 11月17日 | B with U ダイコクver.                                                                                | MooNs | 「Look At Me」 | 『B-PROJECT』関連曲                                                                                           |
| 11月17日 | B with U ダイコクver.                                                                                | THRIVE、MooNs | 「Love Union」 | 『B-PROJECT』関連曲                                                                                           |
| 2022年   | | | | |
| 11月23日 | 永久少年 Eternal Boys ステージ1                                                                      | Gentlemen | 「Dreamy Life」 | テレビアニメ『永久少年 Eternal Boys』オープニングテーマ                                                       |
| 2023年   | | | | |
| 1月25日  | 永久少年 Eternal Boys ステージ2                                                                      | Gentlemen | 「シャル・ウィ・ダンス？」 | テレビアニメ『永久少年 Eternal Boys』挿入歌                                                                   |
| 3月22日  | 永久少年 Eternal Boys ステージ3                                                                      | Gentlemen | 「GENTLEMEN」 | テレビアニメ『永久少年 Eternal Boys』挿入歌                                                                   |
| 2024年   | | | | |
| 6月26日  | Stars' Ensemble!                                                                                     | 夢ノ咲ドリームスターズ | 「Stars' Ensemble!」 | ゲーム『あんさんぶるスターズ!!』関連曲                                                                        |
| 6月26日  | BRAND NEW STARS!!                                                                                    | ESオールスターズ | 「BRAND NEW STARS!!」 「Walk with your smile」 | ゲーム『あんさんぶるスターズ!!』関連曲                                                                        |
| 6月26日  | FUSIONIC STARS!!                                                                                     | ESオールスターズ | 「FUSIONIC STARS!!」 | ゲーム『あんさんぶるスターズ!!』関連曲                                                                        |
| 2025年   | | | | |
| 8月20日  | 『KING OF PRISM-Your Endless Call-み〜んなきらめけ！プリズム☆ツアーズ』Song Collection               | 黒川冷（森久保祥太郎） | 「survival dAnce 〜no no cry more〜」 | 劇場アニメ『KING OF PRISM-Your Endless Call-み〜んなきらめけ!プリズム☆ツアーズ』挿入歌                        |

### 楽曲提供
- 岩田光央

「Show must go on」 作詞・作曲：森久保祥太郎、編曲：遠山大介・森久保祥太郎
- 榎本温子

「Scorpio」 作詞：森久保祥太郎・榎本温子、作曲：森久保祥太郎、編曲：藤岡央・森久保祥太郎
- 小野大輔

「More Super Love」 作詞・作曲：森久保祥太郎、編曲：Devi
- 竹内順子

「OH!ENKA」 作詞：OH!EN団、作曲・編曲：森久保祥太郎
- 寺島拓篤

「nightmare」 作詞：寺島拓篤、作曲：森久保祥太郎、編曲：Devi
「KimiKimiShake」 作詞：鈴村健一、作曲：森久保祥太郎、編曲：Shinnosuke
- 浪川大輔

「DISSONANCE」  作詞・作曲：森久保祥太郎、編曲：Deeprize

### 参加映像作品
- Original Entertainment Paradise “おれパラ” ライブDVD
- Original Entertainment Paradise “おれパラ” 2009 LIVE DVD
- Original Entertainment Paradise “おれパラ” 2010 LIVE DVD
- Original Entertainment Paradise “おれパラ” 2011 LIVE Blu-ray Disc/DVD
- Original Entertainment Paradise 2012 PARADISE@GoGo!! LIVE Blu-ray Disc/DVD 神戸ワールド記念ホール
- Original Entertainment Paradise 2012 PARADISE@GoGo!! LIVE Blu-ray Disc/DVD 東京両国国技館